# 翡翠台電視劇集列表 (1990年代)
本列表是翡翠台電視劇集列表的子列表，列举1990年代的香港無綫電視翡翠台劇集。

## 1990年
| 首播       | 集數 | 來源     | 劇名           | 主演                                                                                        | 官網                        | 編審                                      | 監製   | 備註 |
| 1月6日     | 1    | 英屬香港 | 迴路           | 陳國邦、林聰                                                                                | 網頁 （页面存档备份，存于） | 歐冠英                                    |        | |
| 1月22日    | 10   | 英屬香港 | 富貴超人       | 郭晉安、曾華倩、廖偉雄、陳安瑩、顏國樑                                                      | 網頁 （页面存档备份，存于） | 戚瑛鳴                                    | 潘嘉德 | 主題曲「奇蹟」吳國敬，編劇梁詠梅，編導任潔 |
| 1月29日    | 20   | 英屬香港 | 愛情三角錯     | 溫兆倫、吳鎮宇、毛舜筠、邵美琪、盧苑茵、高 雄                                               | 網頁 （页面存档备份，存于） | 邵麗瓊                                    | 曾勵珍 | 暫名為《正港的丈夫》，主題曲「最愛是我家」葉蒨文，編劇陳寶華，編導邱南隆                                                                             |
| 2月5日     | 20   | 英屬香港 | 天上凡間       | 王書麒、梁佩玲、林文龍、劉錫明、關海山、王 偉、楊美儀                                       | 網頁 （页面存档备份，存于） | 黃育德                                    | 梅小青 | 主題曲「一切是創造」關淑怡，李克勤，編劇陳兆祥，編導袁錦添                                                                                           |
| 2月19日    | 40   | 英屬香港 | 成功路上       | 郭晉安、林嘉華、羅嘉良、周海媚、何美婷、劉小慧、林其欣、關海山、南 紅、譚炳文、白 茵、王 偉 | 網頁 （页面存档备份，存于） | 陳惠妍 賈偉南                             | 梁材遠 | |
| 3月5日     | 20   | 英屬香港 | 優皮幹探       | 張兆輝、林文龍、鄧萃雯                                                                      | 網頁 （页面存档备份，存于） | 邱梅圓                                    | 張乾文 | 大陸易名為《鐵探雄風》，主題曲「天知地知」吳國敬，編劇邱梅圓，編導馮柏源                                                                             |
| 3月6日     | 56   | 英屬香港 | 茶煲世家       | 李司棋、廖偉雄、毛舜筠、譚倩紅、歐陽震華、吳 剛、陶大宇、黎耀祥、陳珮珊、王 偉              | 網頁 （页面存档备份，存于） | 陳惠妍 羅錦輝 鄧惠玲                      | 梅小青 | 處境劇，編劇鄧惠玲，編導袁錦添 |
| 3月11日    | 1    | 英屬香港 | 夢殺           | 羅嘉良、鄧萃雯、張兆輝、秦煌                                                                | 網頁 （页面存档备份，存于） | 鄧特希                                    | 梁家樹 | 末世驚情 |
| 4月1日     | 20   | 英屬香港 | 劍魔獨孤求敗   | 黃日華、邵美琪、文雪兒、吳岱融、蔡嘉利、劉家輝、羅樂林、李麗麗                              | 網頁 （页面存档备份，存于） | 陳靜儀                                    | 莊偉建 | 而曾偉明亦是轉投亞洲電視前期間的同時無綫電視告別之作，最後一部製作的TVB劇集作品                                                                      |
| 4月16日    | 20   | 英屬香港 | 亞二一族       | 夏 雨、鄭伊健、王書麒、陳秀珠、劉兆銘、盧宛茵                                               | 網頁 （页面存档备份，存于） | 黃翠華                                    | 王心慰 | 主題曲「阿二的歌」盧冠廷 |
| 4月30日    | 20   | 英屬香港 | 回到未嫁時     | 黎 明、周海媚、劉兆銘、李殿朗、林嘉華、河國榮                                               | 網頁 （页面存档备份，存于） | 賈偉南                                    | 梁材遠 | |
| 5月14日    | 40   | 英屬香港 | 我本善良       | 溫兆倫、邵美琪、曾 江、李琳琳、羅樂林、胡 楓、陳庭威、林 利、黎美嫻                         | 網頁 （页面存档备份，存于） | 歐冠英 陳寶華                             | 李兆華 | 主題曲：「笑看風雲變」許志安、梅艷芳，插曲：《情似霧水》姚志漢，而吳浣儀、陳庭威亦是轉投亞洲電視前期間的同時無綫電視告別之作，白文彪生前最後一部劇集 |
| 5月28日    | 20   | 英屬香港 | 蜀山奇俠       | 關禮傑、李婉華、郭富城、楊寶玲、龔慈恩、歐瑞偉、王綺琴、夏韶聲、劉 江                       | 網頁 （页面存档备份，存于） | 鄧永康                                    | 蕭 笙  | 又名《蜀山奇俠之紫青雙劍》 |
| 6月10日    | 1    | 英屬香港 | 曾經擁有       | 羅慧娟、林保怡                                                                              | 網頁 （页面存档备份，存于） | 李潔莊                                    |        | |
| 6月25日    | 20   | 英屬香港 | 午夜太陽       | 黃秋生、黎美嫻、吳鎮宇、郭富城                                                              | 網頁 （页面存档备份，存于） | 蕭光漢                                    | 梅小青 | 又名《特警雙雄》 |
| 7月7日     | 1    | 英屬香港 | 曱甴也移民     | 廖啟智、梅小惠                                                                              | 網頁 （页面存档备份，存于） | 李潔莊                                    | 邱家雄 | 真情境界 |
| 7月9日     | 15   | 英屬香港 | 孖仔孖心肝     | 劉青雲、周星馳、梁家仁、陳秀雯、李殿朗、胡櫻汶、馬清儀、駱應鈞、柳影虹                      | 網頁 （页面存档备份，存于） | 邵麗瓊 陳寶華                             | 曾勵珍 | |
| 7月10日    | 150  | 英屬香港 | 同居三人組     | 郭晉安、梁佩瑚、李國麟、商天娥、李家聲、張鳳妮、羅 蘭、曾近榮、陳曼娜、李克勤、黃寶欣       | 網頁 （页面存档备份，存于） | 邵麗瓊 陳寶華 黃浩華 黃國輝 蕭光漢 林少枝 | 徐正康 | 處境劇，此劇為關朝聰亦是生前無綫電視藝員主演的最後一套電視作品。                                                                                     |
| 7月14日    | 1    | 英屬香港 | 三色夢裏人     | 溫兆倫、龔慈恩、吳詠虹                                                                      | 網頁 （页面存档备份，存于） | 鄧特希                                    | 梁家樹 | 真情境界 |
| 7月21日    | 1    | 英屬香港 | 浪漫休止符     | 文雪兒、李成昌                                                                              | 網頁 （页面存档备份，存于） | 黃育德                                    | 蕭笙   | 真情境界 |
| 7月23日    | 20   | 英屬香港 | 燃燒歲月       | 劉青雲、羅慧娟、鄭伊健、邵美琪、邵仲衡、陳國邦、劉玉翠、林尚武、龔慈恩、陳慧儀              | 網頁 （页面存档备份，存于） | 李 茜 黃浩華                              | 李國立 | |
| 7月28日    | 1    | 英屬香港 | 死亡陷阱       | 林立三、關禮傑                                                                              | 網頁 （页面存档备份，存于） |                                           |        | 真情境界 |
| 7月30日    | 15   | 英屬香港 | 戀愛快拍       | 黃凱芹、蔡立兒、區海倫                                                                      | 網頁 （页面存档备份，存于） | 賈偉南                                    | 李兆華 | 主題曲「戀愛快拍」黃凱芹 |
| 8月4日     | 1    | 英屬香港 | 天賜良緣       | 林利、張靜、秦煌                                                                            | 網頁 （页面存档备份，存于） | 黃育德                                    | 蕭笙   | 真情境界 |
| 8月20日    | 20   | 英屬香港 | 失職丈夫       | 吳孟達、陳美琪、張兆輝、羅嘉良、商天娥、鍾淑慧                                              | 網頁 （页面存档备份，存于） | 歐冠英 鄧惠玲                             | 潘嘉德 | 主題曲「藍焰」羅嘉良，編劇鄧惠玲，編導黃偉聲 |
| 8月20日    | 10   | 英屬香港 | 水鄉危情       | 李子雄、毛舜筠                                                                              | 網頁 （页面存档备份，存于） | 胡 沙                                     | 李國立 | |
| 9月3日     | 25   | 英屬香港 | 零點出擊       | 溫兆倫、楊寶玲、李家聲、謝 寧                                                               | 網頁 （页面存档备份，存于） | 李潔莊                                    | 邱家雄 | |
| 9月17日    | 10   | 英屬香港 | 香港蛙人       | 李司棋、夏 雨、江欣燕、雷宇揚、林嘉華、楊 羚                                                | 網頁 （页面存档备份，存于） | 邱梅圓                                    | 梁家樹 | |
| 10月1日    | 20   | 英屬香港 | 又是冤家又聚頭 | 鄧萃雯、毛舜筠、吳鎮宇、李子雄、蘇永康、姚正菁                                              | 網頁 （页面存档备份，存于） | 莫淑娥                                    | 王心慰 | 主題曲「我走我路」葉蒨文，「回歸自然」葉蒨文 |
| 10月7日    | 1    | 英屬香港 | 阿芳的抉擇     | 林其欣、陳安瑩、鄭藩生                                                                      | 網頁 （页面存档备份，存于） | 梁詠梅                                    | 劉家豪 | |
| 10月8日    | 20   | 英屬香港 | 走路新郎哥     | 溫兆倫、劉小慧、劉美娟、陳敏兒、鄭敬基                                                      | 網頁 （页面存档备份，存于） | 羅錦輝                                    | 梁材遠 | 主題曲「男子志高遠」溫兆倫，編劇唐敏明，編導羅德明                                                                                                   |
| 10月13日   | 1    | 英屬香港 | 夢情           | 黃秋生、崔嘉寶                                                                              | 網頁 （页面存档备份，存于） | 胡 沙                                     |        | |
| 10月20日   | 1    | 英屬香港 | 遊戲邊緣       | 劉青雲、黃寶欣、黎耀祥                                                                      | 網頁 （页面存档备份，存于） | 鄧特希                                    |        | |
| 10月29日   | 30   | 英屬香港 | 笑傲在明天     | 萬梓良、吳鎮宇、周海媚、梅小惠、張兆輝、林其欣、朱潔儀、李中寧                              | 網頁 （页面存档备份，存于） | 梁詠梅                                    | 張乾文 | |
| 11月5日    | 20   | 英屬香港 | 烏金血劍       | 劉錫明、羅嘉良、王敏明、周慧敏、張兆輝、劉家輝                                              | 網頁 （页面存档备份，存于） | 譚 嬣 林少枝                              | 劉家豪 | 台譯《聖劍風雲》 |
| 11月10日   | 1    | 英屬香港 | 鐵漢柔情       | 歐瑞偉、潘震偉                                                                              | 網頁 （页面存档备份，存于） |                                           |        | 末世驚情 |
| 11月17日   | 1    | 英屬香港 | 別姬           | 王靖雯、文雪兒、林保怡                                                                      | 網頁 （页面存档备份，存于） |                                           | 邱家雄 | 單元劇 |
| 12月3日    | 10   | 英屬香港 | 自梳女         | 陳秀雯、潘芳芳、邵美琪、羅嘉良、許志安                                                      | 網頁 （页面存档备份，存于） | 陳 方                                     | 李國立 | 又名《縱是有緣》，主題曲「月光曲」彭家麗，編劇馮健新、香潔儀                                                                                         |
| 12月10日   | 30   | 英屬香港 | 人在邊緣       | 黎 明、劉青雲、羅慧娟、林文龍、陳法蓉、黎美嫻、方 剛                                        | 網頁 （页面存档备份，存于） | 張華標                                    | 張華標 | 1990年香港年度收视冠军，此劇為關朝聰亦是無綫電視生前的最後一部主演之電視劇作品，而方剛轉投亞洲電視期間亦無綫電視最後一部主演的劇集演出。             |
| 12月17日   | 20   | 英屬香港 | 奇幻人間世     | 吳岱融、邵美琪、陳美琪                                                                      | 網頁 （页面存档备份，存于） | 黃翠華                                    | 王天林 | |
| 12月24日   | 20   | 英屬香港 | 天若有情       | 鄭伊健、黃秋生、吳岱融                                                                      | 網頁 （页面存档备份，存于） | 李 茜                                     | 李國立 | 於1990年3月海外發行 |
| ?月?日     | 64   | 英屬香港 | 朝陽           | 汪明荃、李司棋、毛舜筠、夏 雨、胡 楓、林尚武、秦 煌、張衛健、梁藝齡、南 紅、翁杏蘭          | 網頁 （页面存档备份，存于） | 何麗全 邱梅圓 戚瑛鳴                      | 王天林 | 主題曲「朝陽」汪明荃 |
| 海外錄影帶 | 20   | 英屬香港 | 傲劍春秋       | 邵仲衡、鍾淑慧、商天娥、李成昌、黃德斌、艾 威、胡越山、李中寧、李國麟、丘國良               | 網頁 （页面存档备份，存于） | 梁詠梅                                    | 李鼎倫 | 於1990年2月5日海外發行，主題曲「近乡情更怯」譚耀文、湯美君                                                                                           |
| 海外錄影帶 | 20   | 英屬香港 | 大唐名捕       | 吳鎮宇、梁珮玲、張鳳妮、林其欣、戴志偉、甘國衛                                              | 網頁 （页面存档备份，存于） | 梁劍豪                                    | 楊錦泉 | 於1990年7月16日海外發行，主題曲「天涯共此時」許志安、湯美君，編劇李卓新，編導李良成                                                                  |
| 海外錄影帶 | 20   | 英屬香港 | 玉面飛狐       | 吳岱融、李婉華、歐瑞偉、羅慧娟、劉秀萍、黎芷珊、王 偉、胡美儀、張英才、朱鐵和、李家聲       | 網頁 （页面存档备份，存于） | 陳靜儀                                    | 莊偉建 | 於1990年8月6日海外發行，主題曲「情真情假」湯美君 編導：鄺業生、鄧鑑泉、蕭鍵鏗、劉國輝、連熾勳                                                        |
| 海外錄影帶 | 20   | 英屬香港 | 飛越官場       | 劉錫明、張兆輝、邵美琪、謝 寧、關海山、劉 江、羅樂林                                        | 網頁 （页面存档备份，存于） | 莫淑娥                                    | 劉仕裕 | 於1990年9月3日海外發行，主題曲「情緣」鄺美雲，編劇江千波，編導王少傑                                                                                 |
| 海外錄影帶 | 20   | 英屬香港 | 歡樂山城       | 張衛健、陳庭威、曾華倩、楊 羚、許紹雄、黃一飛、李中寧、何嘉麗                               | 網頁 （页面存档备份，存于） | 梁詠梅                                    | 王天林 | 又名《黃金傳奇》於1990年11月5日海外發行，主題曲「小风波」刘美君                                                                                      |

## 1991年
| 首播       | 集 數 | 來源     | 劇名               | 主演 | 官網                        | 編審                                      | 監製          | 備註                                                                  |
| 1月14日    | 20    | 英屬香港 | 我係黃飛鴻         | 郭富城、陳嘉輝、何嘉麗、石 堅、張 翼、胡 楓、西瓜刨、李龍基                                                            | 網頁 （页面存档备份，存于） | 鄧永康                                    | 蕭 笙         |                                                                       |
| 1月21日    | 20    | 英屬香港 | 男人勿近           | 張兆輝、李婉華、鄭伊健、曾近榮                                                                                         | 網頁 （页面存档备份，存于） | 鄧惠玲                                    | 潘嘉德        | 主題曲「Electric Girl」張立基，編劇麥志成                             |
| 1月21日    | 20    | 英屬香港 | 日月神劍           | 郭晉安、張衛健、楊 羚、陳安瑩、劉家輝、吳詠紅、朱鐵和                                                                  | 網頁 （页面存档备份，存于） | 梁劍豪                                    | 楊錦泉        | 於1990年10月海外發行                                                  |
| 2月11日    | 10    | 英屬香港 | 龍鳳情長           | 廖啟智、江欣燕、李中寧                                                                                                 | 網頁 （页面存档备份，存于） | 胡 沙                                     | 劉仕裕        |                                                                       |
| 2月18日    | 20    | 英屬香港 | 男盜女差           | 夏 雨、毛舜筠、林保怡、文雪兒、關寶慧、陳曼娜、胡美儀                                                                  | 網頁 （页面存档备份，存于） | 黃翠華 陳寶華                             | 曾勵珍        |                                                                       |
| 2月19日    | 20    | 英屬香港 | 黃土恩情           | 廖偉雄、邵仲衡、崔嘉寶、高 雄、林 利                                                                                   | 網頁 （页面存档备份，存于） | 李 茜                                     | 劉仕裕        | 於1989年12月海外發行，主題曲「無悔的愛」呂 方，編劇葉廣蔭，編導馮柏源 |
| 2月23日    | 1     | 英屬香港 | 陰陽對             | 陳嘉輝、胡櫻汶 | 網頁 （页面存档备份，存于） |                                           |               |                                                                       |
| 2月25日    | 15    | 英屬香港 | 鐵血男兒           | 劉錫明、關禮傑、梁珮玲                                                                                                 | 網頁 （页面存档备份，存于） | 陳靜儀                                    | 莊偉建        | 於1991年1月海外發行，主題曲「攻擊行動」劉錫明                         |
| 3月2日     | 1     | 英屬香港 | 痴心無罪           | 梁珮玲、吳詠虹、胡越山                                                                                                 | 網頁 （页面存档备份，存于） | 鄧特希                                    | 梁家樹        | 末世驚情                                                              |
| 3月9日     | 1     | 英屬香港 | 纏緣               | 李國麟、麥翠嫻、姚正菁                                                                                                 | 網頁 （页面存档备份，存于） | 李潔莊                                    | 邱家雄        |                                                                       |
| 3月18日    | 20    | 英屬香港 | 不婚媽咪           | 陳敏兒、戴誌衛、林尚武、劉美娟                                                                                         | 網頁 （页面存档备份，存于） | 邱梅圓                                    | 李兆華        | 主題曲「瘋了」林憶蓮                                                  |
| 3月18日    | 20    | 英屬香港 | 人海驕陽           | 林俊賢、陳秀雯、楊 羚、陳珮珊、黃秋生、張鳳妮                                                                          | 網頁 （页面存档备份，存于） | 林少枝                                    | 王心慰        | 主題曲「我並未難過」林俊賢，編劇楊松柏，編導曾麗珍                    |
| 3月19日    | 20    | 英屬香港 | 邊城浪子           | 張兆輝、吳岱融、曾華倩、謝 寧、梁佩玲                                                                                  | 網頁 （页面存档备份，存于） | 譚 嬣                                     | 王天林        | 於1989年6月22日海外發行，主題曲「還有明天」鄺美雲                     |
| 3月30日    | 1     | 英屬香港 | 難忘的結局         | 李成昌、蔡欣樺 | 網頁 （页面存档备份，存于） | 李潔莊                                    | 邱家雄        |                                                                       |
| 4月2日     | 133   | 英屬香港 | 我愛玫瑰園         | 袁詠儀、張兆輝、雷宇揚、關寶慧、朱承彩、陳國邦、楊 羚、白 彪、林漪娸、楊得時、陳慧儀、黃靜宜、關淑怡                   | 網頁 （页面存档备份，存于） | 歐冠英 陳鈺萍 彭濟材 邵麗瓊 黃國輝 賈偉南 | 蕭光漢        | 處境劇                                                                |
| 4月6日     | 1     | 英屬香港 | 兩無所得           | 余家倫、商天娥、張采媚                                                                                                 | 網頁 （页面存档备份，存于） | 譚 嬣                                     |               |                                                                       |
| 4月13日    | 13    | 英屬香港 | 幹探群英           | 甄子丹、關禮傑、陳法蓉                                                                                                 | 網頁 （页面存档备份，存于） | 陳 方                                     | 彭濟材        | 單元劇，主題曲「黑白之間」黃凱芹                                      |
| 4月15日    | 20    | 英屬香港 | 命運快車           | 鄭伊健、林文龍、王 偉、胡 楓                                                                                           | 網頁 （页面存档备份，存于） | 蕭光漢                                    | 劉仕裕        |                                                                       |
| 4月15日    | 20    | 英屬香港 | 漂白英雄           | 李美鳳、林嘉華、戴誌衛、陶大宇、黎耀祥、張英才                                                                         | 網頁 （页面存档备份，存于） | 羅錦輝                                    | 梁家樹        | 主題曲「全部愛全為您」李美鳳，編劇羅錦輝，編導蕭健鏗                  |
| 4月16日    | 20    | 英屬香港 | 打工貴族           | 黃秋生、郭富城、楊寶玲、羅慧娟、鄭艷麗、許志安、麥翠嫻、邵美琪、林 利                                                  | 網頁 （页面存档备份，存于） | 戚瑛鳴                                    | 莊偉建        | 於1989年8月海外發行                                                   |
| 5月13日    | 40    | 英屬香港 | 今生無悔           | 黎 明、周海媚、溫兆倫、邵美琪、楊美儀、劉兆銘、關海山、崔嘉寶                                                          | 網頁 （页面存档备份，存于） | 歐冠英 賈偉南                             | 梅小青        | 1991年度收视冠军                                                      |
| 5月13日    | 10    | 英屬香港 | 三八佳人           | 葉子楣、吳鎮宇、陶大宇                                                                                                 | 網頁 （页面存档备份，存于） | 陳寶華                                    | 李 茜         |                                                                       |
| 5月14日    | 20    | 英屬香港 | 天龍奇俠           | 劉錫明、羅嘉良、黎美嫻                                                                                                 | 網頁 （页面存档备份，存于） | 蔡業鳴                                    | 蕭顯輝        | 於1990年3月海外發行，主題曲「笑容入我眼」羅嘉良                       |
| 5月27日    | 20    | 英屬香港 | 忠奸老實人         | 廖偉雄、陳松伶、林文龍、張鳳妮、白 茵                                                                                  | 網頁 （页面存档备份，存于） | 莫淑娥                                    | 張乾文        | 主題曲「一顆真摯的心」陳松伶                                          |
| 6月11日    | 20    | 英屬香港 | 未婚爸爸           | 邵仲衡、李婉華、關海山                                                                                                 | 網頁 （页面存档备份，存于） | 黃翠華                                    | 劉仕裕        | 於1989年9月海外發行，主題曲「迷失的方向」張學友                       |
| 6月24日    | 20    | 英屬香港 | 夢裡伊人           | 曾華倩、鄭浩南、羅嘉良、李婉華、柳影虹                                                                                 | 網頁 （页面存档备份，存于） | 賈偉南                                    | 李兆華        | 主題曲:「破曉」林憶蓮，編劇李志賢，編導蔣家駿                         |
| 7月8日     | 20    | 英屬香港 | 浪族闊少爺         | 李克勤、鄭秀文、李家聲、劉玉翠、鮑 方、梁舜燕                                                                          | 網頁 （页面存档备份，存于） | 鄧惠玲                                    | 潘嘉德        |                                                                       |
| 7月22日    | 20    | 英屬香港 | 蜀山奇俠之仙侶奇緣 | 鄭伊健、陳松伶、曾航生、陳慧儀、關禮傑、鍾淑慧、歐瑞偉、張鳳妮、黃一山                                                 | 網頁 （页面存档备份，存于） | 鄧永康                                    | 蕭 笙         | 又名《蜀山奇俠傳II》                                                  |
| 7月27日    | 1     | 英屬香港 | 我的女主角         | 陳美琪、駱應鈞 | 網頁 （页面存档备份，存于） | 胡 沙                                     | 邱家雄        |                                                                       |
| 8月5日     | 20    | 英屬香港 | 橫財三千萬         | 夏 雨、藍潔瑛、林尚武、張鳳妮、歐陽震華、魏綺清、關海山、梁舜燕                                                        | 網頁 （页面存档备份，存于） | 莫淑娥                                    | 梅小青        | 主題曲「我早應該習慣」Beyond                                          |
| 8月19日    | 25    | 英屬香港 | 怒海孤鴻           | 林文龍、黎 姿、劉錫明、梁佩玲                                                                                          | 網頁 （页面存档备份，存于） | 葉廣蔭                                    | 劉仕裕        |                                                                       |
| 9月2日     | 20    | 英屬香港 | 情陷特區           | 陳秀雯、劉美娟、曾偉權、邵仲衡、黎耀祥、呂 方、鄒 靜、翁杏蘭                                                           | 網頁 （页面存档备份，存于） | 陳 方                                     |               |                                                                       |
| 9月23日    | 5     | 英屬香港 | 與郎共舞           | 溫碧霞、劉青雲、蔣志光、楊 羚                                                                                          | 網頁 （页面存档备份，存于） | 譚 嬣                                     | 曾勵珍        |                                                                       |
| 9月30日    | 20    | 英屬香港 | 閉門一家千         | 廖偉雄、李婉華、鄭伊健、劉兆銘、林尚武、蘇杏璇                                                                         | 網頁 （页面存档备份，存于） | 林玉芬 鄧特希                             | 梁家樹        | 主題曲「You are everything」草蜢                                      |
| 9月30日    | 25    | 英屬香港 | 灰網               | 溫兆倫、吳鎮宇、陶大宇、鄧萃雯、張鳳妮、吳麗珠、胡美儀                                                                 | 網頁 （页面存档备份，存于） | 陳惠妍                                    | 徐正康        |                                                                       |
| 10月5日    | 13    | 英屬香港 | 皇家鐵馬           | 羅嘉良、尹揚明、李婉華、羅 莽                                                                                          | 網頁 （页面存档备份，存于） | 蔡業鳴                                    | 蕭顯輝        | 單元劇                                                                |
| 10月28日   | 30    | 英屬香港 | 大家族             | 萬梓良、恬 妞、曾 江、關海山、李美鳳、朱 江、劉錫明、馮素波、夏 萍、許紹雄                                             | 網頁 （页面存档备份，存于） | 張華標 陳鈺萍                             | 劉家豪        |                                                                       |
| 11月4日    | 20    | 英屬香港 | 怒劍嘯狂沙         | 關禮傑、周海媚、楊得時、劉玉翠、王 偉、汪明荃、羅家英、盧敏儀、蔡國慶                                                  | 網頁 （页面存档备份，存于） | 陳靜儀                                    | 莊偉建        |                                                                       |
| 11月20日   | 227   | 英屬香港 | 卡拉屋企           | 楚 原、盧宛茵、吳鎮宇、李婉華、鄭敬基、秦 煌、歐陽震華、翁杏蘭、李家聲、李司棋、余慕蓮、黃一飛、梁榮忠、談泉慶、羅國維 | 網頁 （页面存档备份，存于） | 陳寶華 曾謹昌 羅錦輝 梁詠梅               | 梁家樹 潘嘉德 | 處境劇                                                                |
| 12月2日    | 20    | 英屬香港 | 藍色風暴           | 羅嘉良、陳秀雯、邵美琪                                                                                                 | 網頁 （页面存档备份，存于） | 梁詠梅                                    | 李國立        | 於1991年8月海外發行                                                   |
| 12月9日    | 20    | 英屬香港 | 老友鬼鬼           | 張衛健、溫兆倫、李婉華、梁珮玲、蘇杏璇、胡 楓、李龍基、劉玉翠、黃一山、李秀媚                                          | 網頁 （页面存档备份，存于） | 葉廣蔭                                    | 張乾文        |                                                                       |
| 12月23日   | 15    | 英屬香港 | 月兒彎彎照九州     | 鄭伊健、陳松齡、胡越山、林 利                                                                                          | 網頁 （页面存档备份，存于） | 鄧永康                                    | 蕭 笙         | 於1990年11月海外發行                                                  |
| 海外錄影帶 | 15    | 英屬香港 | 命運迷宮           | 曾偉權、甄子丹、曾華倩、黎美嫻、駱應鈞、鄭婉雯                                                                         | 網頁 （页面存档备份，存于） | 黄育德                                    | 楊錦泉        | 於1991年9月23日海外發行                                               |

## 1992年
| 首播       | 集數 | 來源     | 劇名         | 主演 | 官網                        | 編審                          | 監製                 | 備註 |
| 1月6日     | 10   | 英屬香港 | 三喜臨門     | 李司棋、朱 江、陳嘉輝、陳曼娜、關寶慧、梁詠琳、陳啟泰 | 網頁 （页面存档备份，存于） | 胡 沙                         | 王天林               | 主題曲「三喜臨門」陳松伶                                                                                        |
| 1月7日     | 13   | 英屬香港 | 摩登小男人   | 鄭丹瑞、關之琳、李嘉欣、毛舜筠、陳玉蓮、鄭裕玲、朱慧珊、陳慧儀、林姗姗、許志安、孟庭葦、吳雪雯、陳 友、陳欣健、劉德華、張學友、黎 明、黎 姿、吳君如、關維麟、林家棟、甄楚倩、韓馬利、彭家麗、張堅庭、劉嘉玲、劉小慧、姜大偉、楊寶玲、麥 嘉、彭 羚、李琳琳、陳啓泰、倫永亮、鄭敬基、黃百鳴 | 網頁 （页面存档备份，存于） | 林志剛                        | 黎文卓               | 幽默節目情景劇，小男人周记电视版，每集请不同嘉宾演都市男女爱情生活故事，编剧黎文卓、鄭丹瑞                      |
| 1月13日    | 40   | 英屬香港 | 龍的天空     | 林文龍、吳鎮宇、李司棋、邵美琪、黎 姿 | 網頁 （页面存档备份，存于） | 黃翠華 陳寶華                 | 王心慰               | |
| 1月20日    | 20   | 英屬香港 | 屬雞的男人   | 陳秀雯、廖偉雄、李家聲、梁佩瑚、許紹雄 | 網頁 （页面存档备份，存于） | 蔡業鳴                        | 潘嘉德               | 主題曲「Home Alone」鄭敬基、蔡濟文、鄭伊健                                                                      |
| 2月17日    | 20   | 英屬香港 | 武林幸運星   | 溫兆倫、梅小惠、周慧敏、崔嘉寶、胡越山、呂有慧 | 網頁 （页面存档备份，存于） | 陳靜儀                        | 莊偉建               | |
| 3月9日     | 20   | 英屬香港 | 92鍾無艷     | 鄭伊健、陳松齡、關寶慧、林其欣、陳珮珊 | 網頁 （页面存档备份，存于） | 黃翠華                        | 蕭光漢               | 又名《現代鍾無艷》                                                                                              |
| 3月16日    | 20   | 英屬香港 | 反斗威龍     | 梁家仁、呂 方、杜德偉、江欣燕 | 網頁 （页面存档备份，存于） | 鄧永康                        | 蕭 笙                | 蕭笙轉投亞洲電視前監製的最後一部劇集，主題曲「總有一天等到你」杜德偉                                            |
| 3月17日    | 9    | 英屬香港 | 現代愛情戀曲 | 譚詠麟、袁詠儀、劉德華、李嘉欣、張學友、劉嘉玲、梁家輝、葉蒨文、梁朝偉、林憶蓮、鍾鎮濤、葉 童、杜德偉、羅美薇、黎 明、邱淑貞、郭富城、葉蘊儀 | 網頁 （页面存档备份，存于） | 李 茜 劉鎮華                  | 陳家揚 賴偉棠 金廣誠 | 多個單元迷你電影故事，透視現代人的愛情心聲。每集均邀請樂壇巨星演出，編劇蔡珊珊、歐冠英，編導小美等              |
| 4月6日     | 20   | 英屬香港 | 重案傳真     | 許志安、甄楚倩、許紹雄、劉錫明、關寶慧、甄楚倩 | 網頁 （页面存档备份，存于） | 梁詠梅                        | 邱家雄               | |
| 4月13日    | 20   | 英屬香港 | 我為錢狂     | 關禮傑、劉美君、袁詠儀、陳嘉輝 | 網頁 （页面存档备份，存于） | 羅錦輝                        | 徐正康               | 主題曲「獨自暢飲」林子祥                                                                                        |
| 4月19日    | 13   | 英屬香港 | 壹號皇庭     | 歐陽震華、陶大宇、蘇永康、鄭秀文、陳秀雯、劉美娟、蘇杏璇、駱應鈞、鄧梓峰 | 網頁 （页面存档备份，存于） | 司徒錦源                      | 鄧特希               | 其他譯名《一號皇庭》                                                                                            |
| 5月4日     | 40   | 英屬香港 | 火玫瑰       | 溫碧霞、溫兆倫、尹揚明、羅嘉良 | 網頁 （页面存档备份，存于） | 陳惠妍 莫淑娥                 | 劉仕裕               | |
| 5月11日    | 20   | 英屬香港 | 捉妖奇兵     | 郭晉安、張衛健、楊 羚、劉玉翠、羅 莽 | 網頁 （页面存档备份，存于） | 黃育德                        | 楊錦泉               | 又名《日月神劍續集之聖戰風雲》                                                                                  |
| 6月8日     | 20   | 英屬香港 | 破繭邊緣     | 張兆輝、李麗珍、楊寶玲、陳美琪、林保怡、張鳳妮、黃 翊 | 網頁 （页面存档备份，存于） | 陳鈺萍                        | 徐正康               | |
| 6月29日    | 20   | 英屬香港 | 血璽金刀     | 張衛健、鄭伊健、梁小冰 | 網頁 （页面存档备份，存于） | 陳惠妍                        | 王天林               | 於1991年5月海外發行                                                                                             |
| 6月29日    | 20   | 英屬香港 | 拳王賭至尊   | 張衛健、江欣燕、吳 剛、關秀媚、歐陽震華 | 網頁 （页面存档备份，存于） | 黃育德                        | 楊錦泉               | 又名《拳賭雙至尊》《千王拳王》，於1991年12月海外發行                                                            |
| 7月6日     | 20   | 英屬香港 | 龍影俠       | 關禮傑、李克勤、黎 姿、楊美儀、朱 江、張鳳妮 | 網頁 （页面存档备份，存于） | 歐冠英                        | 張乾文               | |
| 7月27日    | 30   | 英屬香港 | 巨人         | 萬梓良、陳玉蓮、林俊賢、陳法蓉、張衛健、梅小惠、關海山、李司棋、鮑 方、劉兆銘、梁舜燕、馬清儀、許紹雄、黃靜宜、吳啟明、江明輝、羅 蘭 | 網頁 （页面存档备份，存于） | 張華標                        | 劉家豪               | 林俊賢的女兒林鈺洧出生期間最後一部無綫電視正在接替拍攝本港之製作劇集                                            |
| 8月3日     | 15   | 英屬香港 | 沖天小子     | 蔡一傑、馮曉文、張智霖、唐韋琪、蔡一智、蘇志威、黎漢持 | 網頁 （页面存档备份，存于） | 羅錦輝                        | 李國立               | |
| 8月10日    | 20   | 英屬香港 | 闔府搶錢     | 夏 雨、白 茵、許志安、梁小冰、王書麒、崔嘉寶、蔡嘉利 | 網頁 （页面存档备份，存于） | 羅錦輝                        | 邱家雄               | 於1991年12月海外發行                                                                                            |
| 8月24日    | 20   | 英屬香港 | 賭霸         | 朱 江、郭晉安、黎 姿、王 偉、韓馬利、黃 翊、陳慧儀 | 網頁 （页面存档备份，存于） | 司徒錦源                      | 李元科               | 又名《賭城風雲》                                                                                                |
| 9月7日     | 20   | 英屬香港 | 人·鬼·狐     | 歐瑞偉、吳岱融、鍾淑慧、崔嘉寶、吳詠紅 | 網頁 （页面存档备份，存于） | 梁劍豪                        | 楊錦泉               | 於1991年4月海外發行，主題曲「情歸何處」徐鎮東                                                                   |
| 9月7日     | 20   | 英屬香港 | 他來自天堂   | 袁詠儀、李克勤、周文健、劉玉翠、黃一山、蔡國慶、胡 楓、張英才、俞 明、余慕蓮、黎 宣、陳曼娜、白 彪 | 網頁 （页面存档备份，存于） | 葉廣蔭                        | 李艷芳               | |
| 9月21日    | 10   | 英屬香港 | 小男人出差   | 夏 雨、李家聲、陳美琪、張鳳妮 | 網頁 （页面存档备份，存于） | 賈偉南                        | 王心慰               | |
| 10月5日    | 40   | 英屬香港 | 大時代       | 劉松仁、鄭少秋、藍潔瑛、劉青雲、吳詠紅、李麗珍、楊 羚、羅樂林、周慧敏、郭藹明、邵仲衡、陶大宇、吳啟明、郭政鴻、曾 江、劉 江、林保怡、江 毅 | 網頁 （页面存档备份，存于） | 曾謹昌 陳鈺萍                 | 韋家輝               | |
| 10月5日    | 20   | 英屬香港 | 血濺塘西     | 王 傑、鄧萃雯、吳岱融、張鳳妮、陳國邦、梁佩瑚 | 網頁 （页面存档备份，存于） | 邵麗瓊 李 茜                  | 梁家樹               | 主題曲「假如能夠」王傑                                                                                          |
| 10月5日    | 15   | 英屬香港 | 夢斷銀城     | 劉錫明、羅慧娟、王書麒、李國麟 | 網頁 （页面存档备份，存于） | 梁詠梅                        | 王天林               | 於1991年11月海外發行，主題曲「是緣是債是場夢」劉錫明                                                            |
| 10月26日   | 20   | 英屬香港 | 大地飛鷹     | 邵仲衡、吳鎮宇、黎美嫻 | 網頁                        | 蔡業鳴                        | 蕭顯輝               | 於1991年7月海外發行，主題曲「柔情冷看千夫指」黎明                                                               |
| 11月2日    | 25   | 英屬香港 | 風之刀       | 郭富城、梁小冰、林文龍、袁潔瑩、蔡少芬、姚正菁、梁家仁 | 網頁 （页面存档备份，存于） | 陳靜儀 薛家華                 | 莊偉建               | 主題曲「霧裡清風」郭富城                                                                                        |
| 11月23日   | 117  | 英屬香港 | 愛生事家庭   | 夏 雨、陳敏兒、韓馬利、蔡國權、劉 江、張沅薇、黎彼得、溫兆倫、溫碧霞、許秋怡 | 網頁 （页面存档备份，存于） | 彭濟材 鄧特希 曾謹昌 司徒錦源 | 梁家樹               | 處境劇 |
| 11月30日   | 20   | 英屬香港 | 兄兄我我     | 廖偉雄、林保怡、朱慧珊、梁小冰、梅小惠、崔加寶、黃天鐸 | 網頁 （页面存档备份，存于） | 賈偉南                        | 梅小青               | 主題曲「點解點解」Beyond                                                                                        |
| 12月7日    | 20   | 英屬香港 | 我愛牙擦蘇   | 張衛健、黎 姿、劉小慧、許志安、林漪娸 | 網頁 （页面存档备份，存于） | 鄧特希 莫淑娥                 | 曾勵珍               | |
| 12月13日   | 12   | 英屬香港 | 極度空靈     | 吳 剛、羅嘉良、鄭伊健、梁佩瑚、吳岱融、何婉盈、陶大宇、王 偉、江 漢、李國麟、夏 雨 | 網頁 （页面存档备份，存于） | 鄧永康                        | 李兆華               | |
| 12月28日   | 20   | 英屬香港 | 九反威龍     | 方中信、鄭伊健、邵美琪 | 網頁 （页面存档备份，存于） | 黃育德                        | 蕭光漢               | |
| ?月?日     | 3    | 英屬香港 | 親親大腳板   | 翁杏蘭、陳浩軒、鄧達智、上田莉棋、羅洛芹、劉淨然、鍾鎮濤、黎 宣、蔡國權、楊雪儀、陳秀雯 | 網頁 （页面存档备份，存于） | 黃翠華                        | 李國立               | 兒童節目單元劇，編劇彭美鳳，編導羅鎮岳                                                                          |
| 海外錄影帶 | 20   | 英屬香港 | 大賭場       | 羅嘉良、邵仲衡、關秀媚、劉玉翠、曾江、林漪娸 | 網頁 （页面存档备份，存于） | 陳 方                         | 李兆華               | 於1992年1月7日海外發行，主題曲「封鎖我一生」王杰，編劇譚安健，編導鄭永基                                        |
| 海外錄影帶 | 20   | 英屬香港 | 出位江湖     | 郭晉安、江欣燕、陶大宇、劉秀萍 | 網頁 （页面存档备份，存于） | 曾謹昌                        | 李艷芳               | 於1992年2月10日海外發行，主題曲「紅葉舞秋山」張學友，片尾曲「相思風雨中」張學友、湯寶如，插曲「出位江湖」江欣燕 |
| 海外錄影帶 | 20   | 英屬香港 | 水滸英雄傳   | 曾偉權、鍾淑慧、歐瑞偉、楊得時、劉美娟、劉家輝、林尚武、黎耀祥、胡越山、麥翠嫻、袁詠儀 | 網頁 （页面存档备份，存于） | 梁劍豪                        | 蕭顯輝               | 於1992年10月12日海外發行，主題曲「始終倔強」張立基                                                              |
| 海外錄影帶 | 20   | 英屬香港 | 中神通王重陽 | 鄭伊健、羅嘉良、梁藝齡、盧敏儀、周慧敏、關禮傑 | 網頁 （页面存档备份，存于） | 黃翠華                        | 余明生               | 於1992年10月31日海外發行，主題曲「怱怱一夢中」許志安，編劇黃翠華、陳靜儀，編導劉國豪、李敬華、高先明、李仁港    |

## 1993年
| 首播       | 集數 | 來源     | 劇名                   | 主演 | 官網                        | 編審                          | 監製   | 備註 |
| 1月1日     | 1    | 英屬香港 | 青少年實況劇之愛有明天 | 余文詩、黃寶龍、王紫菱、田偉明、何健威、梁俊傑、蔡易思 | 網頁 （页面存档备份，存于） |                               |        | 實況劇 |
| 1月4日     | 20   | 英屬香港 | 老襯喜相逢             | 魏駿傑、梁佩玲、吳詠紅、雷宇揚、南 紅、白 茵、關海山、蔡嘉莉 | 網頁 （页面存档备份，存于） | 關頌玲                        | 李元科 | 主題曲「MOSHI MOSHI MOSHI」劉錫明                                                                                         |
| 1月25日    | 20   | 英屬香港 | 都市的童話             | 林文龍、朱 茵、關寶慧、黎彼得、盧敏儀、林 偉 | 網頁 （页面存档备份，存于） | 歐冠英                        | 王心慰 | 台譯《夢幻傳說》 |
| 2月1日     | 20   | 英屬香港 | 飛星尋龍               | 廖偉雄、王 偉、梁珮玲、陳嘉輝、柳影虹 | 網頁 （页面存档备份，存于） | 薛家華                        | 李兆華 | |
| 2月22日    | 20   | 英屬香港 | 怒火羔羊               | 鄭浩南、陳秀雯、王書麒 | 網頁 （页面存档备份，存于） | 蔡業鳴                        | 張乾文 | 主題曲「冷靜」呂方 |
| 3月1日     | 20   | 英屬香港 | 原振俠                 | 黎 明、李嘉欣、王 菲、朱 茵、洪 欣、劉兆銘、吳岱融、錢嘉樂 | 網頁 （页面存档备份，存于） | 賈偉南                        | 梅小青 | 又名《絕世傾情》 |
| 3月22日    | 20   | 英屬香港 | 大頭綠衣鬥殭屍         | 錢小豪、鄭秀文、楚 原、羅 蘭、盧宛茵、黎耀祥、關寶慧、雷宇揚、樓南光、胡 楓、黎漢持、鄧英敏 | 網頁 （页面存档备份，存于） | 葉廣蔭                        | 李添勝 | 其他譯名《殭屍警察》 |
| 3月29日    | 40   | 英屬香港 | 天倫                   | 關禮傑、黎 姿、郭藹明、蔡少芬、林嘉華、鍾淑慧、林其欣、顧美華、張 翼 | 網頁 （页面存档备份，存于） | 梁詠梅 趙靜蓉                 | 莊偉建 | |
| 4月18日    | 15   | 英屬香港 | 壹號皇庭II             | 陶大宇、歐陽震華、蘇永康、陳秀雯、劉美娟、王 菲、梁婉靜、陳梅馨、駱應鈞、洪朝豐 | 網頁 （页面存档备份，存于） | 鄧特希 司徒錦源               | 鄧特希 | 又名《一號皇庭2》 |
| 4月19日    | 20   | 英屬香港 | 射鵰英雄傳之九陰真經   | 姜大衛、梁佩玲、張智霖、許秋怡、廖啟智 | 網頁 （页面存档备份，存于） | 黃育德                        | 潘嘉德 | 又名《九陰真經》 |
| 5月4日     | 1    | 英屬香港 | 七色桌球夢             | 陶大宇、林聰 | 網頁 （页面存档备份，存于） | 胡 沙                         | 邱家雄 | |
| 5月5日     | 1    | 英屬香港 | 仙魔傳奇               | 李文標 | 網頁 （页面存档备份，存于） | 胡 沙                         |        | |
| 5月10日    | 319  | 英屬香港 | 開心華之里             | 胡 楓、譚倩紅、廖啟智、米 雪、李子雄、魏駿傑、葉蘊儀、關詠荷、何婉盈、朱健鈞、麥家琪、麥皓為、葉振聲、林漪娸、夏韶聲 | 網頁 （页面存档备份，存于） | 司徒錦源 陳寶華 趙靜蓉 彭濟材 | 蕭光漢 | 處境劇（1993-1994） |
| 5月17日    | 20   | 英屬香港 | 九彩霸王花             | 邵美琪、陳淑蘭、羅嘉良、盧宛茵、楚 原、何寶生、蘇杏璇 | 網頁 （页面存档备份，存于） | 黃翠華                        | 劉仕裕 | |
| 5月24日    | 20   | 英屬香港 | 雌雄大老千             | 張兆輝、周海媚、李顯明、黎海珊、楊得時、王 偉、樊亦敏 | 網頁 （页面存档备份，存于） | 麥志誠                        | 邱家雄 | 又名《情盜雙尊》 |
| 6月7日     | 20   | 英屬香港 | 金蛇郎君               | 鄭伊健、羅慧娟、尹揚明、彭家麗、朱鐵和、張 翼、梁佩瑚 | 網頁 （页面存档备份，存于） | 梁詠梅                        | 李國立 | 於1992年6月海外發行 |
| 6月14日    | 20   | 英屬香港 | 如來神掌再戰江湖       | 關禮傑、蔡少芬、江欣燕、洪 欣、劉家輝、顏國樑 | 網頁 （页面存档备份，存于） | 黃國輝                        | 邱家雄 | 邱家雄監製最後一部劇集 |
| 6月21日    | 20   | 英屬香港 | 金牙大狀               | 鄭丹瑞、蔡少芬、崔嘉寶、劉玉翠、林嘉華、關海山、鍾淑慧、曾偉權、柳影虹、黃 新 | 網頁 （页面存档备份，存于） | 薛家華                        | 張乾文 | |
| 7月12日    | 20   | 英屬香港 | 少年五虎               | 朱健鈞、鍾漢良、朱 茵、魏駿傑、鄭敬基、蘇永康、洪 欣、阮兆祥 | 網頁 （页面存档备份，存于） | 陳寶華                        | 王心慰 | |
| 7月19日    | 20   | 英屬香港 | 賭霸天下               | 關禮傑、梁珮玲、關寶慧、林 偉 | 網頁 （页面存档备份，存于） | 蔡業鳴                        | 徐正康 | 主題曲《仍是兩手空》杜德偉                                                                                                |
| 8月9日     | 230  | 台灣     | 包青天                 | 金超群、劉雪華、何家勁、鴻軒、楊懷民 | 網頁                        |                               | 趙大深 | 外購劇，主題曲「願世間有青天」林子祥                                                                                      |
| 8月16日    | 20   | 英屬香港 | 武尊少林               | 溫兆倫、張兆輝、黎 姿、梁小冰、李 寧、郭藹明、陶大宇、劉家輝、白 彪、羅 莽 | 網頁 （页面存档备份，存于） | 梁劍豪                        | 楊錦泉 | 又名《少林風雲》、《魔教星魂》                                                                                            |
| 9月7日     | 11   | 英屬香港 | 不可思議星期二         | 李克勤、梁榮忠、蘇永康、梁小冰、劉錫明、宣 萱、李國祥、許志安、彭家麗、鐘漢良、曹永廉、區海倫、郭少芸、郭晉安、譚耀文、溫兆倫、陳明君、吳國敬、陳雅倫、張智霖、黎 姿、許秋怡、曾航生、劉小慧、湯寶如、馬浚偉、鄭嘉穎、陳松伶、陳嘉輝、傅明憲、蔡子健、蔡少芬、古巨基、周慧敏、林家棟、黎瑞恩、江希文、何婉盈、陳啟泰等 | 網頁 （页面存档备份，存于） | 葉偉強                        | 林嘉穎 | 靈異節目單元劇 |
| 9月13日    | 20   | 英屬香港 | 超能幹探SuperCop       | 劉錫明、郭晉安、林穎嫻、彭家麗、朱 江、陳嘉輝、谷 峰、王龍威、蘇杏璇 | 網頁 （页面存档备份，存于） | 曾謹昌                        | 梁家樹 | |
| 9月27日    | 15   | 英屬香港 | 梟情                   | 羅嘉良、邵美琪、關秀媚 | 網頁 （页面存档备份，存于） | 梁劍豪                        | 楊錦泉 | 於1992年11月23日海外發行，主題曲「等你一生」鄺美雲，編劇吳肇銅，編導容國緯                                                |
| 10月4日    | 8    | 英屬香港 | 愛有明天               | 陳啟泰、林其欣、秦 煌、夏 萍 | 網頁 （页面存档备份，存于） | 陳寶華 趙靜蓉                 | 曾勵珍 | 青少年實況劇 |
| 10月11日   | 40   | 英屬香港 | 馬場大亨               | 黃日華、尹揚明、陳秀雯、梁珮玲、蔡少芬、曾 江 | 網頁 （页面存档备份，存于） | 司徒錦源 莫淑娥               | 韋家輝 | |
| 10月26日   | 18   | 英屬香港 | 魔刀俠情               | 溫兆倫、蔡少芬、張兆輝、洪 欣、王龍威 | 網頁 （页面存档备份，存于） | 麥志成                        | 劉仕裕 | 於1993年3月海外發行 |
| 10月27日   | 20   | 英屬香港 | 居者冇其屋             | 陳秀雯、廖啟智、張鳳妮、陶大宇、林保怡、湯寶如、王書麒 | 網頁 （页面存档备份，存于） | 莫淑娥                        | 李艷芳 | 於1993年2月海外發行 |
| 11月24日   | 20   | 英屬香港 | 妙探出更               | 夏 雨、何婉盈、李國麟、陳秀雯 | 網頁 （页面存档备份，存于） | 蔡業鳴                        | 蕭顯輝 | 於1992年7月海外發行 |
| 11月25日   | 20   | 英屬香港 | 偷心大少               | 林保怡、藍潔瑛、郭藹明、楊雪儀、洪朝豐、歐陽震華 | 網頁 （页面存档备份，存于） | 司徒錦源                      | 李國立 | 於1993年3月海外發行，又名：奇情小男人，主題曲「愛慾迷宮」林保怡，編劇盧美雲、黃翠華、何瑞量、鄧紫珊，編導黃俊文、林志華等 |
| 11月25日   | 8    | 英屬香港 | 女人週記               | 鄭秀文、何婉盈、何寶生、李美鳳、洪 欣、梁小冰、梁藝齡、許志安、陳啟泰、曾航生、黃智賢、楊雪儀、溫碧霞、劉秀萍、歐陽震華、蔣志光、蔡少芬、鄧梓峰、戴志偉、關寶慧、馬德鐘 | 網頁 （页面存档备份，存于） |                               | 林嘉穎 | 單元劇，又名《鎮金女人週記》，編劇陳寶華                                                                                  |
| 11月30日   | 20   | 英屬香港 | 精靈酒店               | 林文龍、陳松伶、王書麒、朱慧珊、黎瑞恩、盧敏儀、陳曼娜、曾偉權、林其欣、楚 原、樓南光 | 網頁 （页面存档备份，存于） | 吳肇銅                        | 李艷芳 | 於1993年11月海外發行，主題曲「幸運在你面前」陳松伶                                                                        |
| 12月6日    | 30   | 英屬香港 | 龍兄鼠弟               | 萬梓良、張衛健、陳法蓉、宣 萱、朱 茵、鄭則仕、梅小惠 | 網頁 （页面存档备份，存于） | 張華標                        | 劉家豪 | 又名《追日者》 |
| 海外錄影帶 | 20   | 英屬香港 | 精武五虎               | 曾偉權、林文龍、劉家輝、江欣燕、麥翠嫻、王 偉、黃振寧、歐瑞偉 | 網頁 （页面存档备份，存于） | 吳肇銅                        | 楊錦泉 | 於1993年3月8日海外發行，又名《精武五虎之拳霸天下》，主題曲「不如重新開始」林憶蓮，編劇楊松栢，編導鄧志傑                  |

## 1994年
| 首播     | 集數 | 來源     | 劇名                 | 主演 | 官網                        | 編審                 | 監製          | 備註 |
| 1月3日   | 20   | 英屬香港 | 俠女游龍             | 羅嘉良、李麗珍 | 網頁 （页面存档备份，存于） | 賈偉南               | 黃有全        | 前名《武俠江山美人》於1993年10月海外發行，主題曲「不應再想你」李麗珍，編劇賈偉南                                                   |
| 1月17日  | 10   | 英屬香港 | CATWALK俏佳人        | 陶大宇、林保怡、蘇永康、李國祥、陳妙瑛、郭可盈、麥家琪、林麗薇、周逸鳳、鄧麗文、劉海靈、歐瑞偉 | 網頁 （页面存档备份，存于） | 鄧特希               | 鄧特希        | 於1993年10月海外發行 |
| 1月31日  | 20   | 英屬香港 | 一夫三妻             | 廖偉雄、恬 妞、林其欣、黃小燕、柳影虹 | 網頁 （页面存档备份，存于） | 李茜 葉廣蔭          | 黃有全        | 主題曲「Oh！Ma ma」張衛健 |
| 2月7日   | 20   | 英屬香港 | 金毛獅王             | 尹揚明、伍衛國、李婉華 | 網頁                        | 羅錦輝               | 李元科        | 於1993年4月海外發行 |
| 2月7日   | 15   | 英屬香港 | 孤星劍               | 鄭伊健、梁小冰、何婉盈、魏駿傑 | 網頁 （页面存档备份，存于） | 梁劍豪 關頌玲        | 楊錦泉        | 於1993年5月海外發行 |
| 2月28日  | 30   | 英屬香港 | 第三類法庭           | 溫兆倫、邵美琪、郭藹明、伍衛國、陳淑蘭、苗金鳳、關海山、張國強、駱應鈞 | 網頁 （页面存档备份，存于） | 黃翠華               | 王心慰        | |
| 3月16日  | 20   | 英屬香港 | 射鵰英雄傳之南帝北丐 | 鄭伊健、魏駿傑、陳慧儀 | 網頁 （页面存档备份，存于） | 陳靜儀               | 莊偉建        | 於1993年10月海外發行，又名《南帝北丐》                                                                                             |
| 4月11日  | 20   | 英屬香港 | 清宮氣數錄           | 何寶生、陳松伶、梁小冰、王書麒、何婉盈、羅樂林、張國樑 | 網頁 （页面存档备份，存于） | 黃育德               | 張乾文        | 於1993年12月海外發行 |
| 4月20日  | 20   | 英屬香港 | 黃浦傾情             | 張智霖、郭可盈、韓馬利、邵仲衡、張鳳妮、洪朝豐、鄒 靜 | 網頁 （页面存档备份，存于） | 歐冠英               | 李國立        | 於1994年1月海外發行 |
| 5月9日   | 20   | 英屬香港 | 新重案傳真           | 陶大宇、林嘉華、藍潔瑛、張國強、梁婉靜 | 網頁 （页面存档备份，存于） | 梁劍豪               | 劉仕裕        | 於1994年3月海外發行 |
| 5月23日  | 50   | 台灣     | 倚天屠龍記           | 馬景濤、葉 童、周海媚、孫 興、蕭大陸、陳孝萱、潘儀君、劉 丹 |                             |                      | 賴水清        | 外購劇 |
| 6月6日   | 20   | 英屬香港 | 生死訟               | 郭晉安、鄧萃雯、張 延、方中信、關詠荷 | 網頁 （页面存档备份，存于） | 曾謹昌               | 曾謹昌        | |
| 6月14日  | 10   | 英屬香港 | 不可思議星期二II     | 李國祥、宣 萱、馬浚偉、區海倫、曹永廉、梁小冰、許志安、梁榮忠、郭晉安、陳松伶、陳梅馨、傅明憲、陳啟泰、彭家麗、陳嘉輝、鄭嘉穎、鄧兆尊、黎耀祥、鍾漢良、譚耀文、蘇永康、陳 奕、李嘉遜、溫兆倫等                                                                       | 網頁 （页面存档备份，存于） | 王美霞               | 林嘉穎        | 靈異節目單元劇，又名《不可思議星期二（第二輯）》                                                                                   |
| 7月4日   | 20   | 英屬香港 | 婚姻物語             | 鄭伊健、陳妙瑛、陳松伶、陳捷文、古天樂、張鳳妮 | 網頁 （页面存档备份，存于） | 歐冠英               | 徐遇安        | 前名《新婚姻物語》 |
| 7月5日   | 20   | 英屬香港 | 成日受傷的男人       | 廖偉雄、周海媚、梅小惠、王書麒、樊亦敏、李中寧、鄧梓峰 | 網頁 （页面存档备份，存于） | 關頌玲               | 梅小青        | 於1993年9月海外發行 |
| 7月19日  | 20   | 英屬香港 | 千歲情人             | 王 菲、方中信、林保怡、單立文、宣 萱、陳明君、馮曉文、洪朝豐、歐陽莎菲 | 網頁 （页面存档备份，存于） | 歐冠英               | 李國立        | 於1993年8月海外發行，主題曲《動心》主唱王靖雯，編導文偉鴻                                                                          |
| 7月31日  | 5    | 英屬香港 | 廉政行動1994         | 郭晉安、林保怡、劉松仁、曾華倩、曾 江 | 網頁 （页面存档备份，存于） |                      | 曾勵珍 周 輝  | |
| 8月1日   | 35   | 英屬香港 | 射鵰英雄傳           | 張智霖、朱 茵、羅嘉良、關寶慧、劉 丹、駱應鈞、朱鐵和、黎漢持、黎耀祥、林尚武、洪朝豐、光 毅、陳安瑩、王 偉、林 偉、劉 江、陳珮珊 | 網頁 （页面存档备份，存于） | 黃國輝               | 李添勝        | |
| 8月1日   | 20   | 英屬香港 | 黃飛鴻系列之鐵膽梁寬 | 梁家仁、李克勤、宣 萱、梁榮忠、傅明憲、蔣文端、羅樂林、陳美琪 | 網頁 （页面存档备份，存于） | 司徒錦源             | 潘嘉德        | |
| 8月16日  | 20   | 英屬香港 | 異度凶情             | 劉錫明、郭可盈、蔡少芬、何婉盈、劉兆銘、林尚武、黎 萱 | 網頁 （页面存档备份，存于） | 麥志誠               | 梅小青        | 於1994年6月海外發行 |
| 8月29日  | 20   | 英屬香港 | 烈火狂奔             | 郭富城、袁潔瑩、黎 姿、王書麒、鄭浩南、吳詠紅、黃錦燊、韓馬利、鮑 方、黃小燕 | 網頁 （页面存档备份，存于） | 黃育德               | 莊偉建        | 於1994年6月海外發行，前名《燃亮今生》                                                                                              |
| 8月29日  | 33   | 台灣     | 梅花三弄之梅花烙     | 馬景濤、陳德容 |                             |                      |               | 外購台劇，主題曲「紅塵故事」王傑                                                                                                   |
| 9月13日  | 22   | 英屬香港 | 獨臂刀客             | 錢小豪、關寶慧、歐瑞偉、何婉盈 | 網頁 （页面存档备份，存于） | 梁詠梅               | 李元科        | 又名《斷臂刀》，於1994年5月海外發行                                                                                                |
| 9月19日  | 20   | 英屬香港 | 新父子時代           | 莫少聰、黃日華、梁小冰、張國強、鄭家麟、何婉盈 | 網頁 （页面存档备份，存于） | 薛家華               | 張乾文        | 莫少聰亦是最後一部劇集 |
| 9月26日  | 20   | 英屬香港 | 恨鎖金瓶             | 溫碧霞、郭可盈、單立文、楊 羚、曾偉權、廖啟智、譚耀文、林其欣、蔣文端 | 網頁 （页面存档备份，存于） | 賈偉南               | 李艷芳        | 前名《金瓶梅》 |
| 9月26日  | 19   | 台灣     | 梅花三弄之鬼丈夫     | 岳 翎、李志希、佟瑞欣、何 音、刘子蔚 |                             |                      |               | 外購台劇 |
| 10月1日  | 8    | 英屬香港 | 愛有明天II           | 李成昌、林保怡、施 明、陳芷菁、廖啟智、關海山、關寶慧、蘇杏璇 | 網頁 （页面存档备份，存于） | 彭美鳯               | 曾勵珍 趙靜蓉 | 單元劇 |
| 10月10日 | 20   | 英屬香港 | 壹號皇庭III          | 歐陽震華、陶大宇、蘇永康、林保怡、陳秀雯、蔣志光、駱應鈞、林漪娸、劉美娟、梁婉靜、陳梅馨、江希文、吳國敬、袁鳳瑛 | 網頁 （页面存档备份，存于） | 鄧特希 鮑偉聰        | 鄧特希        | |
| 10月10日 | 153  | 英屬香港 | 餐餐有宋家           | 盧宛茵、尹揚明、張鳳妮、林 偉、宣 萱、黃𨥈瑩、古天樂、梁家仁、鄧兆尊 | 網頁 （页面存档备份，存于） | 黃翠華 林少枝 陳寶華 | 曾勵珍 徐遇安 | 處境劇 |
| 10月17日 | 20   | 英屬香港 | 再見亦是老婆         | 陳秀雯、姜大衛、周嘉玲、鄧萃雯、林 偉、陳啟泰 | 網頁 （页面存档备份，存于） | 陳寶華               | 李國立        | 又名《都是有情人》 |
| 10月18日 | 9    | 英屬香港 | 女人週記II           | 曾華倩、伍詠薇、宣 萱、關詠荷、溫碧霞、黎 姿、李婉華、李美鳳、袁潔瑩 | 網頁 （页面存档备份，存于） | 鄭月明               | 林嘉穎        | 單元劇，又名《鎮金女人週記（第二輯）》                                                                                             |
| 10月23日 | 20   | 英屬香港 | 方世玉與乾隆皇       | 魏駿傑、張兆輝、譚耀文、馬德鐘 | 網頁 （页面存档备份，存于） | 羅錦輝               | 梁材遠        | 於1994年3月海外發行 |
| 10月24日 | 20   | 英屬香港 | 阿SIR早晨            | 黎 明、李綺虹、古天樂、宣 萱、雷宇揚、黃 霑、羅家英、李 影 | 網頁 （页面存档备份，存于） | 賈偉南               | 徐遇安        | |
| 11月14日 | 20   | 英屬香港 | 天子屠龍             | 張智霖、梁小冰、林嘉華 | 網頁 （页面存档备份，存于） | 黃國輝               | 黃有全        | 主題曲「飛龍在天」，插曲「衹要一點愛」張智霖，編劇黃國輝                                                                           |
| 11月19日 | 10   | 英屬香港 | 驚心都市             | 伍衛國、鄧英敏、蔡嘉莉、駱應鈞、林 偉、劉美娟、曾航生、黎耀祥、林其欣、鄧梓峰、盧敏儀、崔嘉寶、宣 萱、陳啟泰、黃秋生、羅明珠、王書麒、吳國敬、陳松伶、李成昌、尹揚明、李美鳳、李國麟、郭政鴻、梁珮玲、蔡雲霞、陳妙瑛、林保怡、張鳳妮、洪朝豐、胡櫻汶、陳捷文、何英偉 | 網頁 （页面存档备份，存于） | 賈偉南 鄧特希        | 李艷芳        | 懸疑驚慄單元劇 |
| 11月21日 | 40   | 英屬香港 | 笑看風雲             | 鄭少秋、鄭伊健、郭晉安、陳松伶、古巨基、張 延、馬清儀、簡佩筠、郭藹明、朱 江、許紹雄、羅冠蘭、顏菁葦 | 網頁 （页面存档备份，存于） | 鮑偉聰 朱鏡祺        | 曾謹昌        | 此劇為香港著名資深演員朱江息影退行結束接近28年及移民加拿大溫哥華之前在無綫電視的告別作。                                           |
| 12月3日  | 15   | 英屬香港 | 螳螂小子             | 劉家輝、陳嘉輝、黃子揚、胡櫻汶、羅 莽 | 網頁 （页面存档备份，存于） | 蔡業鳴               | 蕭顯輝        | 於1990年12月海外發行 |
| 12月12日 | 20   | 英屬香港 | 豪門插班生           | 廖偉雄、鄧萃雯、梁家仁、劉兆銘、黎耀祥、陳梅馨、曹達華、魏駿傑 | 網頁 （页面存档备份，存于） | 趙靜蓉               | 梅小青        | 主題曲「平凡人的夢」周慧敏 |
| 12月12日 | 20   | 英屬香港 | 南俠展昭             | 伍衛國、鄧萃雯、曾偉權、陳珮珊、黎漢持、洪朝豐、崔加寶 | 網頁 （页面存档备份，存于） | 羅錦輝               | 蕭顯輝        | 於1993年11月7日海外發行，主題曲「南俠展昭」太極樂隊，編劇梁恩東                                                                    |
| -        | 20   | 英屬香港 | 包青天               | 金超群、何家勁、范鴻軒 |                             |                      |               | 因为版权问题至今還被無綫禁播，共四单元《劫圣旨》《碾玉观音》《雾锁开封》《人兽之间》（后改为《滴血红梅》），网上暂收录《滴血红梅》 |

## 1995年
| 首播            | 集數  | 來源     | 劇名             | 主演 | 官網                                                    | 編審            | 監製   | 備註 |
| 1月9日          | 20    | 英屬香港 | 白髮魔女傳       | 蔡少芬、何寶生、陳嘉輝、鄧兆尊、吳詠紅、劉桂芳 | 網頁                                                    | 葉廣蔭          | 蕭顯輝 | 於1994年12月海外發行 |
| 1月16日         | 20    | 英屬香港 | 前世冤家         | 曾華倩、李美鳳、湯鎮宗、歐陽震華、古巨基 | 網頁 （页面存档备份，存于）                             | 關頌玲          | 王心慰 | 湯鎮宗最後一套電視劇 |
| 2月5日          | 15    | 台灣     | 梅花三弄之水雲間 | 馬景濤、陳德容、陳 紅 |                                                         |                 |        | 外購劇 |
| 2月6日          | 20    | 英屬香港 | 命轉乾坤         | 何寶生、張國強、傅明憲 | 網頁 （页面存档备份，存于）                             | 黃育德          | 張乾文 | 於1994年12月海外發行 |
| 2月6日          | 20    | 英屬香港 | 箭俠恩仇         | 林文龍、洪 欣、魏駿傑 | 網頁 （页面存档备份，存于）                             | 梁詠梅          | 楊錦泉 | 於1994年8月海外發行，主題曲「心箭」關淑怡                                                                                        |
| 2月13日         | 20    | 英屬香港 | 邊緣故事         | 羅嘉良、陳秀雯、魏駿傑、張慧儀 | 網頁 （页面存档备份，存于）                             | 麥志成          | 李艷芳 | 主題曲「真面目」李克勤 |
| 3月6日          | 20    | 英屬香港 | 金牙大狀 (貳)    | 鄭丹瑞、何寶生、伍詠薇、梁藝齡、崔嘉寶 | 網頁 （页面存档备份，存于）                             | 薛家華          | 徐正康 | |
| 3月13日         | 20    | 英屬香港 | 刑事偵緝檔案     | 陶大宇、郭可盈、梁榮忠、蘇玉華、蘇杏璇、陳美琪 | 網頁 （页面存档备份，存于）                             | 歐冠英          | 潘嘉德 | 又名《無敵先鋒》 |
| 4月3日          | 20    | 英屬香港 | 情濃大地         | 周海媚、羅嘉良、張兆輝、艾 威、崔嘉寶、陳珮珊、馮素波、關海山 | 網頁 （页面存档备份，存于）                             | 吳肇銅          | 劉仕裕 | 於1994年8月海外發行 |
| 4月10日         | 20    | 英屬香港 | 南拳北腿         | 樊少皇、李賽鳳、梁小冰 | 網頁 （页面存档备份，存于）                             | 黃育德          | 楊錦泉 | 主題曲「天地豪情」巫啟賢 |
| 5月1日 11月27日 | 20 60 | 英屬香港 | 包青天           | 狄 龍、黃日華、廖啟智、黃文標、李煌生、李耀敬、戴少民、魯振順 | 網頁 （页面存档备份，存于）                             | 梁詠梅          | 莊偉建 | 共80集 |
| 5月8日          | 20    | 英屬香港 | 廉政英雌         | 鄧萃雯、關詠荷、商天娥、方中信、曾偉權、李子雄 | 網頁 （页面存档备份，存于）                             | 林少枝          | 王心慰 | |
| 5月15日         | 1128  | 英屬香港 | 真情             | 李司棋、劉 丹、薛家燕、蔣志光、郭可盈、郭少芸、劉愷威、蘇玉華、樓南光、施 明、譚倩紅、黎 宣、關海山、陳錦鴻、劉少君、梁舜燕、盧慶輝、滕麗名、文潔雲、顏國樑、馬蹄露、張慧儀、黃智賢、鄭子誠、羅 霖、苑瓊丹、呂 方、曾 江、黃錦燊、于 洋、楊婉儀、郭耀明、楚 原、潘冰嫦、鄺文珣、馬海倫、魯振順、袁彩雲、彭子晴 | 網頁 （页面存档备份，存于）                             | 陳寶華 林少枝   | 徐遇安 | 處境劇 (1995-1999) |
| 5月29日         | 20    | 英屬香港 | 男人四十一頭家   | 鄭少秋、陳秀雯、林保怡 | 網頁 （页面存档备份，存于）                             | 司徒錦源 鮑偉聰 | 李國立 | 李國立監製最後一部劇集，主題曲「男人四十」鄭少秋                                                                                 |
| 6月5日          | 20    | 英屬香港 | 水餃皇后         | 陳松伶、何寶生、黎耀祥、陳彥行、張慧儀 | 網頁 （页面存档备份，存于）                             | 關頌玲          | 張乾文 | 主題曲「愛到一千年」陳松伶 |
| 6月26日         | 30    | 英屬香港 | 萬里長情         | 萬梓良、米 雪、林文龍、郭可盈、羅 霖、林嘉華 | 網頁 （页面存档备份，存于）                             | 張華標          | 劉家豪 | 編導鄺業生，助理編導蘇萬聰、文偉鴻，編審張華標；此劇並成為萬梓良在無綫電視同年拍攝完畢後最後一部作品而離開香港無線電視的告别作。 |
| 7月3日          | 22    | 英屬香港 | O記實錄          | 黃日華、陳錦鴻、郭可盈、趙學而 | 網頁 （页面存档备份，存于） 網頁 （页面存档备份，存于） | 周旭明          | 戚其義 | 主題曲「烈火狂奔」張學友 |
| 7月9日          | 20    | 日本     | 同一屋簷下       | 江口洋介、福山雅治、酒井法子、石田壹成 |                                                         |                 |        | 外購日劇 |
| 7月31日         | 31    | 英屬香港 | 神鵰俠侶         | 古天樂、李若彤、傅明憲、李綺虹、蘇玉華、簡佩筠、張可頤、劉 丹、雪 梨、白 彪、魏秋樺、駱應鈞、劉家輝 | 網頁 （页面存档备份，存于）                             | 黃國輝 趙靜容   | 李添勝 | |
| 8月7日          | 20    | 英屬香港 | 總有出頭天       | 古巨基、陳少霞、海俊傑、鄺文珣、張玉珊 | 網頁 （页面存档备份，存于）                             | 賈偉南          | 梅小青 | |
| 9月4日          | 20    | 英屬香港 | 忘情闊少爺       | 呂頌賢、徐濠縈、傅明憲、魏駿傑 | 網頁 （页面存档备份，存于）                             | 鍾健強          | 李艷芳 | 主題曲「還我真情」譚詠麟 |
| 9月11日         | 26    | 英屬香港 | 壹號皇庭IV       | 歐陽震華、陶大宇、陳秀雯、林保怡、宣 萱、鄧萃雯、陳芷菁、譚耀文、陳梅馨、蔣志光、蘇永康、彭子晴 | 網頁 （页面存档备份，存于）                             | 鄧特希 麥志成   | 鄧特希 | |
| 9月11日         | 20    | 英屬香港 | 小李飛刀         | 關禮傑、傅明憲、關寶慧 | 網頁 （页面存档备份，存于）                             | 羅錦輝          | 李元科 | 於1994年9月海外發行 |
| 9月19日         | 13    | 英屬香港 | 新同居關係       | 郭晉安、吳鎮宇、袁潔瑩、關詠荷、馬浚偉、陳妙瑛、馬德鐘、陳錦鴻 | 網頁 （页面存档备份，存于）                             | 朱鏡祺          | 岑國榮 | |
| 10月2日         | 20    | 英屬香港 | 娛樂插班生       | 廖偉雄、林家棟、梁小冰、江欣燕、梅小惠、何婉盈、盧宛茵、白 茵 | 網頁 （页面存档备份，存于）                             | 賈偉南          | 梅小青 | |
| 10月12日        | 20    | 英屬香港 | 尋龍劍俠賴布衣   | 譚耀文、何寶生、梁小冰 | 網頁 （页面存档备份，存于）                             | 林少枝          | 蕭顯輝 | 於1994年2月海外發行，主題曲「霧中花」黃凱芹，編劇李志剛，編導鄧鑑泉                                                              |
| 10月16日        | 20    | 英屬香港 | 一切從失蹤開始   | 劉松仁、關詠荷、林保怡、張可頤、張國強、陳美琪、潘志文、梁榮忠 | 網頁 （页面存档备份，存于）                             | 羅錦輝 司徒慧焯 | 關永忠 | |
| 10月30日        | 20    | 英屬香港 | 天降奇緣         | 溫兆倫、宣 萱、郭藹明、梅小惠、姜大衛、商天娥、梁榮忠 | 網頁 （页面存档备份，存于）                             | 歐冠英          | 潘嘉德 | |
| 10月31日        | 1     | 英屬香港 | 榮升老細         | 吳華山 | 網頁 （页面存档备份，存于）                             | 李潔莊          |        | |
| 11月6日         | 30    | 台灣     | 一代皇后         | 潘迎紫、爾冬陞、劉青雲 |                                                         |                 |        | 外購劇《一代皇后大玉兒》 |
| 11月9日         | 20    | 英屬香港 | 大捕快           | 姜大衛、曾偉權、蔡少芬、陳秀雯 | 網頁 （页面存档备份，存于）                             | 吳肇銅          | 徐正康 | 於1994年3月海外發行 |
| 11月13日        | 20    | 英屬香港 | 刀馬旦           | 周慧敏、陳錦鴻、譚耀文、梁藝齡、蓋鳴暉、羅 文 | 網頁 （页面存档备份，存于）                             | 林少枝          | 李元科 | |
| 12月7日         | 20    | 英屬香港 | 親恩情未了       | 李 影、魏駿傑、鍾漢良、曹永廉、鄭秀文、簡佩筠、張國強 | 網頁 （页面存档备份，存于）                             | 黃翠華          | 徐正康 | 於1994年7月海外發行 |
| 12月11日        | 40    | 英屬香港 | 刑事偵緝檔案II   | 陶大宇、郭可盈、梁榮忠、蘇玉華、鄭秀文、郭藹明、蘇杏璇、陳美琪 | 網頁 （页面存档备份，存于）                             | 歐冠英          | 潘嘉德 | 又名《無敵先鋒2》《香港警察》 |
| ?月?日          | 8     | 英屬香港 | 男人大丈夫       | 鄭丹瑞 | 網頁 （页面存档备份，存于）                             |                 |        | 主題曲「百變佳人」莫華倫 |

## 1996年
| 首播     | 集數 | 來源     | 劇名           | 主演                                                                                     | 官網                        | 編審          | 監製          | 備註                                                |
| 2月5日   | 65   | 英屬香港 | 天地男兒       | 鄭少秋、羅嘉良、古天樂、張智霖、宣 萱、陳芷菁、張可頤、李子雄、伍詠薇、陳松伶、關海山    | 網頁 （页面存档备份，存于） | 鮑偉聰 周旭明 | 戚其義        | 主題曲「從不放棄」鄭少秋                            |
| 2月19日  | 20   | 英屬香港 | 河東獅吼       | 關詠荷、廖偉雄、林家棟、黃𨥈瑩、傅明憲、陳嘉輝                                           | 網頁 （页面存档备份，存于） | 薛家華        | 鄺業生        |                                                     |
| 3月18日  | 35   | 港台     | 聊齋           | 翁家明、楊麗菁、羅嘉良、俞小凡、錢小豪、李美鳳、曹 眾、張兆輝、陳珮珊、簡佩筠、艾 威     | 網頁 （页面存档备份，存于） |               | 劉仕裕 周令剛 | 編劇丁善玺                                          |
| 4月19日  | 20   | 英屬香港 | 武當張三丰     | 關禮傑、梁珮玲、何婉盈、曾偉權、馬德鐘                                                   | 網頁                        | 林少枝        | 楊錦泉        | 於1995年1月海外發行，主題曲「風笑痴」周華健         |
| 4月26日  | 50   | 台灣     | 戲說慈禧       | 叢 珊、翁家明、何 晴、崔浩然、徐 揚、黃文豪、倪齊民、彭偉華、田 麗、況明潔、馬景濤(客串) |                             | 黃孝石        | 周令剛        | 外購劇，主題曲「簾後」張清芳                        |
| 5月6日   | 20   | 英屬香港 | 天降財神       | 歐陽震華、陳妙瑛、郭晉安、黃𨥈瑩、徐濠縈、滕麗明                                         | 網頁 （页面存档备份，存于） | 朱鏡祺        | 蕭顯輝        |                                                     |
| 5月6日   | 25   | 英屬香港 | 900重案追兇    | 溫兆倫、吳啟華、成奎安、張鳳妮、宣 萱、盧宛茵                                            | 網頁 （页面存档备份，存于） | 賈偉南        | 葉成康        |                                                     |
| 5月17日  | 20   | 英屬香港 | 隋唐群英會     | 林嘉華、張兆輝、陳妙瑛、何婉盈、譚耀文                                                   | 網頁 （页面存档备份，存于） | 梁劍豪        | 蕭顯輝        | 於1995年6月海外發行                                 |
| 6月3日   | 15   | 英屬香港 | 盞鬼老豆       | 廖偉雄、許紹雄、龔慈恩、林其欣、馬敏兒                                                   | 網頁 （页面存档备份，存于） | 鍾健強        | 李元科        | 於1995年4月海外發行                                 |
| 6月10日  | 20   | 英屬香港 | 廉政行動組     | 郭富城、朱 茵、吳毅將、關詠荷                                                            | 網頁 （页面存档备份，存于） | 吳肇銅        | 徐正康        |                                                     |
| 6月24日  | 40   | 英屬香港 | 笑傲江湖       | 呂頌賢、梁珮玲、陳少霞、何寶生、王 偉、李麗麗、何美鈿、羅 蘭、羅樂林、魯振順             | 網頁 （页面存档备份，存于） | 黃國輝 趙靜蓉 | 李添勝        |                                                     |
| 7月8日   | 20   | 英屬香港 | 孽吻           | 羅嘉良、陶大宇、郭藹明、梁小冰                                                           | 網頁 （页面存档备份，存于） | 麥志成        | 潘嘉德        | 於1993年12月海外發行                                |
| 8月5日   | 20   | 英屬香港 | 緝私群英       | 王 喜、歐陽震華、譚小環、陳妙瑛                                                          | 網頁 （页面存档备份，存于） | 黃育德        | 張乾文        | 於1995年11月海外發行                                |
| 8月19日  | 20   | 英屬香港 | 五個醒覺的少年 | 鄧一君、鄺文珣、吳家樂、陳彥行、雪 梨                                                    | 網頁 （页面存档备份，存于） | 吳肇銅        | 徐正康        | 又名《都市真情》《都市有心人》 於1995年12月海外發行 |
| 9月2日   | 40   | 英屬香港 | 新上海灘       | 鄭少秋、陳錦鴻、林家棟、陳松伶、羅嘉良、鄭裕玲、曾志偉、張可頤、關寶慧、梁小冰、張玉珊   | 網頁 （页面存档备份，存于） | 歐冠英 鮑偉聰 | 招嵎棟        |                                                     |
| 9月16日  | 20   | 英屬香港 | 殭屍福星       | 元 華、陳曉東、張國強、蘇玉華、譚小環、曹 眾、何遠恆                                     | 網頁 （页面存档备份，存于） | 朱鏡祺 黃育德 | 莊偉建        |                                                     |
| 9月22日  | 5    | 英屬香港 | 廉政行動1996   | 狄 龍、郭藹明、馬德鐘、吳啟華、陳法蓉                                                    | 網頁 （页面存档备份，存于） | 陳文強        | 周 輝         |                                                     |
| 10月7日  | 30   | 英屬香港 | 闔府統請       | 王 喜、袁潔瑩、郭可盈、張兆輝、張錦程、關寶慧、魏駿傑、朱咪咪、陳秀珠、劉家輝、海俊傑    | 網頁 （页面存档备份，存于） | 林少枝        | 王心慰        |                                                     |
| 10月28日 | 30   | 英屬香港 | O記實錄II      | 黃日華、羅嘉良、陳錦鴻、黎 姿、郭可盈、趙學而、陳妙瑛、馬德鐘                            | 網頁 （页面存档备份，存于） | 周旭明 趙靜蓉 | 戚其義        |                                                     |
| 11月18日 | 30   | 英屬香港 | 西遊記         | 張衛健、江 華、黎耀祥、麥長青、龔慈恩、張慧儀、錢嘉樂、劉玉翠、陳妙瑛、陳秀珠、劉家輝    | 網頁 （页面存档备份，存于） | 張華標 葉廣蔭 | 劉仕裕        |                                                     |
| 12月9日  | 20   | 英屬香港 | 地獄天使       | 張可頤、陳啟泰、蘇玉華、潘志文                                                           | 網頁 （页面存档备份，存于） | 邱梅圓        | 李艷芳        | 於1996年8月海外發行                                 |
| 12月30日 | 20   | 英屬香港 | 有肥人終成眷屬 | 鄭則仕、陳錦鴻、傅明憲、李綺虹、劉雅麗、黎耀祥、曹 眾                                    | 網頁 （页面存档备份，存于） | 吳肇銅        | 周華宇        |                                                     |

## 1997年
| 首播     | 集數 | 來源      | 劇名            | 主演 | 官網                        | 編審                 | 監製   | 備註 |
| 1月6日   | 15   | 英屬香港  | 皇家反千組      | 歐陽震華、古巨基、陳法蓉、傅明憲、尹揚明                                                                                                  | 網頁 （页面存档备份，存于） | 薛家華               | 鄺業生 | 於1996年12月海外發行，主題曲：《精彩故事》羅文，插曲：《難得有你》羅文，編劇方慧兒                                    |
| 1月20日  | 20   | 英屬香港  | 孝感動天        | 魏駿傑、黎瑞恩、羅嘉良、陳珮珊、葉蘊儀、魏秋樺                                                                                            | 網頁 （页面存档备份，存于） | 吳肇铜               | 莊偉建 | 於1995年2月海外發行 四個單元：精忠旗、目蓮救母、趙氏孤兒、緹縈救父，編劇吳肇铜                                        |
| 1月27日  | 20   | 英屬香港  | 醉打金枝        | 歐陽震華、關詠荷、魏駿傑、傅明憲、康 華、陳彥行                                                                                           | 網頁 （页面存档备份，存于） | 關頌玲               | 鄺業生 | |
| 1月27日  | 15   | 英屬香港  | 濟公            | 梁榮忠、何寶生、梁小冰、陳少霞 | 網頁 （页面存档备份，存于） | 關頌玲               | 李元科 | 於1996年12月海外發行                                                                                                  |
| 2月17日  | 15   | 英屬香港  | 當女人愛上男人  | 郭可盈、江欣燕、梅小惠、陳啟泰、曹 眾 | 網頁 （页面存档备份，存于） | 麥志誠 趙靜蓉        | 梅小青 | 於1996年10月海外發行                                                                                                  |
| 2月24日  | 20   | 英屬香港  | 樂壇插班生      | 林家棟、黎耀祥、江欣燕、梅小惠、郭少芸 | 網頁 （页面存档备份，存于） | 邱梅圓               | 梅小青 | |
| 3月10日  | 45   | 英屬香港  | 壹號皇庭V       | 歐陽震華、陶大宇、蘇永康、吳啟華、譚耀文、林保怡、馬浚偉、宣 萱、蔡少芬、陳慧珊、陳芷菁、楚 原、陳曉雲、蓋鳴暉                            | 網頁 （页面存档备份，存于） | 鄧特希               | 鄧特希 | |
| 3月24日  | 20   | 英屬香港  | 苗翠花          | 關詠荷、江 華、陳少霞、惠英紅、張鳳妮、劉玉翠                                                                                             | 網頁 （页面存档备份，存于） | 伍立光 徐達初        | 蕭顯輝 | |
| 4月17日  | 40   | 英屬香港  | 英雄貴姓        | 古巨基、傅明憲、樊少皇、張慧儀、陳啟泰、劉家榮                                                                                            | 網頁 （页面存档备份，存于） | 葉廣蔭               | 楊錦泉 | 於1996年9月海外發行 又名《刀槍雙雄》                                                                                  |
| 4月21日  | 23   | 英屬香港  | 大刺客          | 鄭則士、傅明憲、徐錦江、陳芷菁、錢小豪、羅 莽、張國強、古天樂、彭子晴、梁小冰、譚耀文、樊少皇、陳珮珊                                     | 網頁 （页面存档备份，存于） | 梁劍豪 梁詠梅 黃育德 | 楊錦泉 | 於1996年9月海外發行 內地易名《青史義俠》其他譯名《英雄列傳》《英雄傳奇》                                              |
| 5月12日  | 20   | 英屬香港  | 迷離檔案        | 羅嘉良、張家輝、張可頤、魏駿傑、關寶慧 | 網頁 （页面存档备份，存于） | 麥志成 鮑偉聰        | 葉成康 | |
| 5月26日  | 20   | 英屬香港  | 香港人在廣州    | 鄭丹瑞、張可頤、黎耀祥、彭子晴、梅小惠、曹達華、吳家樂、何超儀、劉倩怡                                                                    | 網頁 （页面存档备份，存于） | 關頌玲               | 王心慰 | |
| 6月9日   | 20   | 英屬香港  | 保護證人組      | 王 喜、魏駿傑、傅明憲、湯寶如 | 網頁 （页面存档备份，存于） | 吳肇铜               | 李元科 | 李元科監製最後一部劇集                                                                                                |
| 6月12日  | 58   | 英屬香港  | 香港的故事      | 李媛媛、陶 虹、陳庭威、張立基、陳國邦、劉文治、朱洪波、劉 延、邢岷山、柏崇新                                                              |                             |                      |        | 合拍劇 |
| 6月23日  | 25   | 英屬香港  | 難兄難弟        | 羅嘉良、吳鎮宇、張可頤、宣 萱、黃𨥈瑩、林曉峰                                                                                             | 網頁 （页面存档备份，存于） | 趙靜蓉               | 鍾澍佳 | |
| 7月3日   | 20   | 香港      | 圓月彎刀        | 古天樂、梁小冰、溫碧霞、姚瑩瑩、張兆輝 | 網頁 （页面存档备份，存于） | 薛家華               | 蕭顯輝 | 於11:50-12:45播出 於1996年6月海外發行                                                                                 |
| 7月7日   | 20   | 香港      | 男人四十打功夫  | 元 華、吳毅將、陳妙瑛、楊玉梅 | 網頁 （页面存档备份，存于） | 林少枝               | 莊偉建 | 前名《師父出馬》，大陸電視台播出時易名《真假功夫》，「蓋世男兒」林子祥，編劇程淮，編導羅永昌                          |
| 7月28日  | 45   | 香港      | 天龍八部        | 黃日華、李若彤、樊少皇、張國強、劉錦玲、陳浩民、黃𨥈瑩、劉玉翠、趙學而、潘志文、呂有慧、劉 丹、馬清儀、何美鈿、雪梨、麥長青               | 網頁 （页面存档备份，存于） | 梁詠梅               | 李添勝 | |
| 8月4日   | 20   | 香港      | 大鬧廣昌隆      | 林家棟、周海媚、郭少芸、羅樂林、陳啟泰、何遠恆、鄧兆尊、沈 威、艾 威、陳安瑩、楊 羚、單立文、羅 蘭、金興賢、韓馬利、簡佩筠、李成昌、曹 眾 | 網頁 （页面存档备份，存于） | 張華標 梁劍豪        | 楊錦泉 | 陳啟泰轉投亞洲電視前的無綫電視告別作。                                                                                |
| 9月1日   | 40   | 香港      | 刑事偵緝檔案III | 陶大宇、郭可盈、陳法蓉、梁榮忠、楊婉儀、鍾麗淇、羅冠蘭、陳美琪、廖啟智                                                                    | 網頁 （页面存档备份，存于） | 歐冠英 賈偉南        | 潘嘉德 | 又名《無敵先鋒3》《都市刑警》                                                                                         |
| 9月5日   | 80   | 香港/台灣 | 俠義見青天      | 萬梓良、葉 童、劉松仁、恬 妞、 吳啟華、劉 丹、曾華倩、邵美琪、 關禮傑、郭藹明、陳莎莉、梁藝齡                                             | 網頁 （页面存档备份，存于） | 張華標               | 楊佩佩 | 無綫與台灣合拍劇集，於1994年海外發行 翡翠台逢週一至五晚間17：55-18：25播出，半小時一集 主題曲「何處見青天」，趙傳主唱 |
| 9月29日  | 30   | 香港      | 狀王宋世傑      | 張達明、郭藹明、樊少皇、陳少霞、朱咪咪 | 網頁 （页面存档备份，存于） | 薛家華               | 徐正康 | |
| 10月27日 | 20   | 香港      | 隱形怪傑        | 林家棟、林保怡、陳妙瑛、陳芷菁、楊千嬅、梁漢文                                                                                            | 網頁 （页面存档备份，存于） | 朱鏡祺               | 楊錦泉 | |
| 11月10日 | 29   | 香港      | 美味天王        | 歐陽震華、沈殿霞、關詠荷、古天樂、宣 萱、張可頤、秦沛、鄧一君、關海山、張達明、羅 莽、林曉峰、楚 原、馮素波                               | 網頁 （页面存档备份，存于） | 歐冠英               | 梁家樹 | |
| 11月24日 | 20   | 香港      | 廉政追緝令      | 張兆輝、古天樂、陳法蓉、袁潔瑩、何寶生、張玉珊                                                                                            | 網頁 （页面存档备份，存于） | 黃育德               | 梅小青 | |
| 12月22日 | 15   | 香港      | 真命天師        | 黃智賢、張家輝、滕麗明、劉錦玲 | 網頁 （页面存档备份，存于） | 伍立光               | 蕭顯輝 | |
| 12月22日 | 20   | 香港      | 鑑證實錄        | 林保怡、魯文傑、李珊珊、陳慧珊、鍾麗淇 | 網頁 （页面存档备份，存于） | 賈偉南               | 潘嘉德 | 前名《鐵證》 |

## 1998年
| 首播     | 集數 | 來源 | 劇名               | 主演 | 官網                        | 編審                 | 監製   | 備註                                                                                   |
| 1月12日  | 20   | 香港 | 花木蘭             | 陳妙瑛、王 喜、羅家英、傅明憲、張玉珊、劉永健                                                                 | 網頁 （页面存档备份，存于） | 麥志誠 伍立光        | 蕭顯輝 |                                                                                        |
| 1月12日  | 40   | 香港 | 乾隆大帝           | 古天樂、翁 虹、姜大衛                                                                                         | 網頁 （页面存档备份，存于） | 梁立寅               | 張乾文 | 逢週一至五晚間17：55-18：25播出，半小時一集 於1997年6月海外發行 前名《大內恩仇未了情》 |
| 1月19日  | 20   | 香港 | 緣來沒法擋         | 林家棟、袁潔瑩、何寶生、湯盈盈                                                                                | 網頁 （页面存档备份，存于） | 邱梅圓               | 莊偉建 |                                                                                        |
| 2月9日   | 20   | 香港 | 大澳的天空         | 吳啟華、陳松伶、元 華、陳妙瑛、阮兆祥、吳美珩、程可為、林芷筠、鄧一君                                         | 網頁 （页面存档备份，存于） | 趙靜蓉 伍立光        | 周華宇 |                                                                                        |
| 2月16日  | 62   | 香港 | 天地豪情           | 黃日華、羅嘉良、張家輝、陳錦鴻、郭藹明、周海媚、宣 萱、蔡少芬、吳美珩、秦 沛、雪 妮、白 茵、林曉峰、陳彥行    | 網頁 （页面存档备份，存于） | 周旭明 鮑偉聰 麥志誠 | 戚其義 |                                                                                        |
| 3月9日   | 40   | 香港 | 聊齋 (貳)          | 呂頌賢、張慧儀、蘇玉華、郭政鴻、梁小冰、江欣燕、梁榮忠、陳浩民、劉玉翠、譚耀文、馬蹄露、麥長青、鄺文珣        | 網頁 （页面存档备份，存于） | 梁詠梅 梁劍豪        | 劉仕裕 |                                                                                        |
| 3月11日  | 67   | 台灣 | 新龍門客棧         | 馬景濤、夏文汐、潘 虹、陳 紅、郭晉安、關禮傑                                                                  |                             |                      |        | 外購劇，香港版主題曲「客人」：黃耀明、胡蓓蔚                                           |
| 5月4日   | 20   | 香港 | 師奶強人           | 李克勤、滕麗明、梅小惠、郭 鋒、阮兆祥、郭少芸、程可為、陳秀珠                                                 | 網頁 （页面存档备份，存于） | 趙靜蓉               | 梅小青 | 又名《麻辣女強人》                                                                     |
| 5月11日  | 22   | 香港 | 掃黃先鋒           | 歐陽震華、尹揚明、魏駿傑、郭耀明、郭可盈、劉錦玲、姚瑩瑩                                                      | 網頁 （页面存档备份，存于） | 黃育德               | 鄺業生 | 「無夢英雄」：郭富城                                                                   |
| 6月1日   | 45   | 香港 | 鹿鼎記             | 陳小春、馬浚偉、梁小冰、劉玉翠、陳少霞、徐濠縈、鄺文珣、陳安琪、馮曉文、羅冠蘭、程可為、陳安瑩、秦 煌         | 網頁 （页面存档备份，存于） | 陳靜儀               | 李添勝 |                                                                                        |
| 7月6日   | 20   | 香港 | 陀槍師姐           | 關詠荷、歐陽震華、滕麗名、魏駿傑、梁雪湄、姚樂怡、李成昌、馬德鐘、張錦程                                      | 網頁 （页面存档备份，存于） | 林少枝 關頌玲        | 鄺業生 |                                                                                        |
| 8月3日   | 25   | 香港 | 難兄難弟之神探李奇 | 羅嘉良、林家棟、吳綺莉、張可頤、滕麗名、駱達華                                                                | 網頁 （页面存档备份，存于） | 鮑偉聰 周旭明        | 鍾澍佳 |                                                                                        |
| 8月3日   | 20   | 香港 | 離島特警           | 呂頌賢、宣 萱、郭晉安、潘芝莉、袁彩雲                                                                         | 網頁 （页面存档备份，存于） | 賈偉南               | 潘嘉德 |                                                                                        |
| 8月31日  | 32   | 香港 | 妙手仁心           | 吳啟華、林保怡、蔡少芬、馬浚偉、蘇永康、陳慧珊、陳芷菁、張家輝、湯盈盈、鄺文珣、黃德斌                        | 網頁 （页面存档备份，存于） | 鄧特希 梁敏華        | 鄧特希 |                                                                                        |
| 9月7日   | 15   | 香港 | 林世榮             | 林家棟、郭可盈、劉錦玲、張國強                                                                                | 網頁 （页面存档备份，存于） | 薛家華               | 徐正康 | 於1998年4月海外發行                                                                    |
| 9月28日  | 20   | 香港 | 愛在暴風的日子     | 方中信、黎美嫻、林文龍、魏駿傑、楊 羚、夏韶聲                                                                 | 網頁 （页面存档备份，存于） | 關頌玲               | 王心慰 | 於1996年4月海外發行                                                                    |
| 9月28日  | 20   | 香港 | 網上有情人         | 歐陽震華、邵美琪、陳芷菁、阮兆祥、姚瑩瑩                                                                      | 網頁 （页面存档备份，存于） | 吳肇銅               | 楊錦泉 | 主題曲：「緣份網開了」陳潔儀，編劇歐陽珊、盧月雲，編導黃偉聲                           |
| 10月12日 | 43   | 香港 | 烈火雄心           | 王 喜、關詠荷、古天樂、李珊珊、錢嘉樂、梁 琤、李子雄、鄭敬基、陳彥行、羅冠蘭                                  | 網頁 （页面存档备份，存于） | 關頌玲 朱鏡祺        | 王心慰 |                                                                                        |
| 10月26日 | 42   | 香港 | 西遊記(貳)         | 陳浩民、江 華、麥長青、黎耀祥、蘇玉華、郭政鴻、張慧儀、劉玉翠、關寶慧、馬德鐘、劉家輝、陳秀珠、苑瓊丹、陳彥行 | 網頁                        | 張華標 朱鏡祺        | 劉仕裕 |                                                                                        |
| 10月28日 | 3    | 香港 | 大刺客之呂四娘     | 劉雅麗、張兆輝、何英偉                                                                                        | 網頁 （页面存档备份，存于） | 梁劍豪 梁詠梅 黃育德 | 楊錦泉 | 於1996年11月海外發行                                                                   |
| 11月1日  | 5    | 香港 | 廉政行動1998       | 狄 龍、張兆輝、梁榮忠、郭耀明、曹永廉、黃卓玲                                                                 | 網頁 （页面存档备份，存于） |                      | 周 輝  |                                                                                        |
| 12月7日  | 20   | 香港 | 冤家宜結不宜解     | 吳啟華、郭可盈、吳美珩、江欣燕、關寶慧                                                                        | 網頁 （页面存档备份，存于） | 黃偉強               | 蕭顯輝 |                                                                                        |
| 12月21日 | 20   | 香港 | 外父唔怕做         | 秦 沛、張家輝、楊千嬅、蘇玉華、傅明憲、謝天華、黃 新                                                          | 網頁 （页面存档备份，存于） | 伍立光 梁敏華        | 梅小青 | 大陸易名《呷醋外父》                                                                   |

## 1999年
| 首播     | 集數 | 來源 | 劇名           | 主演 | 官網                        | 編審                          | 監製   | 備註                                                             |
| 1月4日   | 20   | 香港 | 鑑證實錄II     | 林保怡、陳慧珊、李珊珊、鍾麗淇、陳美琪、海俊傑                                                                                             | 網頁 （页面存档备份，存于） | 賈偉南                        | 潘嘉德 |                                                                  |
| 1月18日  | 40   | 香港 | 雪山飛狐       | 陳錦鴻、佘詩曼、魏駿傑、滕麗名、黃日華、邵美琪                                                                                             | 網頁 （页面存档备份，存于） | 梁詠梅                        | 李添勝 |                                                                  |
| 2月1日   | 20   | 香港 | 寵物情緣       | 古天樂、鄭秀文、宣 萱、馬德鐘、李珊珊、林曉峰                                                                                              | 網頁 （页面存档备份，存于） | 鮑偉聰                        | 鄭基成 |                                                                  |
| 3月1日   | 20   | 香港 | 先生貴性       | 羅嘉良、江 華、陳慧珊、郭少芸、張燊悅 | 網頁 （页面存档备份，存于） | 周旭明                        | 戚其義 |                                                                  |
| 3月15日  | 40   | 香港 | 金玉滿堂       | 歐陽震華、郭晉安、江 華、陳妙瑛、梁珮玲、張慧儀、陳松伶、康 華、艾 威、羅樂林、胡 楓、許紹雄、馬德鐘、雪妮                                 | 網頁 （页面存档备份，存于） | 陳靜儀 蔡婷婷                 | 莊偉建 |                                                                  |
| 3月29日  | 50   | 香港 | 刑事偵緝檔案IV | 陳錦鴻、古天樂、宣 萱、佘詩曼、李珊珊、向海嵐、邵美琪                                                                                      | 網頁 （页面存档备份，存于） | 邵麗瓊 歐冠英 賈偉南          | 潘嘉德 | 又名《刑事偵緝檔案4》、內地易名《正義》、《正氣》、《無敵先鋒4》 |
| 5月10日  | 20   | 香港 | 千里姻緣兜錯圈 | 蔡少芬、錢嘉樂、梅小惠、馬德鐘、郭少芸、梁榮忠                                                                                             | 網頁 （页面存档备份，存于） | 關頌玲                        | 王心慰 |                                                                  |
| 6月7日   | 32   | 香港 | 狀王宋世傑(貳) | 張達明、郭藹明、黃子華、姚樂怡、黃智賢 | 網頁 （页面存档备份，存于） | 薛家華 伍立光                 | 徐正康 |                                                                  |
| 6月7日   | 20   | 香港 | 全院滿座       | 吳啟華、關詠荷、苑瓊丹、湯盈盈 | 網頁 （页面存档备份，存于） | 張華標 梁劍豪                 | 蕭顯輝 | 前名《東昇戲院》                                                 |
| 6月30日  | 20   | 香港 | 十三密殺令     | 錢小豪、蔡少芬、張兆輝、羅樂林 | 網頁 （页面存档备份，存于） | 梁立寅                        | 張乾文 | 於1997年2月海外發行                                              |
| 7月5日   | 20   | 香港 | 反黑先鋒       | 吳毅將、陳浩民、邵美琪、何韻詩、楊婉儀、馬蹄露                                                                                             | 網頁 （页面存档备份，存于） | 黃育德                        | 鄺業生 |                                                                  |
| 7月19日  | 15   | 香港 | 吾係差人       | 王 喜、呂頌賢、陳慧珊 | 網頁 （页面存档备份，存于） | 黃偉強                        | 楊錦泉 | 於1999年5月海外發行 前名《兼職警員》，又名《兼職警察》           |
| 8月2日   | 20   | 香港 | 非常保鑣       | 林保怡、陳妙瑛、張兆輝、馬浚偉、張慧儀、吳綺莉                                                                                             | 網頁 （页面存档备份，存于） | 鮑偉聰                        | 梅小青 |                                                                  |
| 8月9日   | 20   | 香港 | 雙面伊人       | 鄭伊健、袁潔瑩、曹永廉、謝天華、徐濠縈、林曉峰                                                                                             | 網頁 （页面存档备份，存于） | 蔡婷婷                        | 王心慰 |                                                                  |
| 8月16日  | 20   | 香港 | 騙中傳奇       | 張家輝、錢嘉樂、宣 萱、苑瓊丹 | 網頁 （页面存档备份，存于） | 薛家華 關頌玲                 | 徐正康 | 大陸易名《鬥謊奇緣》《天下第一牙》                               |
| 9月6日   | 20   | 香港 | 布袋和尚       | 林家棟、陳妙瑛、劉玉翠、張兆輝、湯盈盈、楚 原、蘇玉華、魏駿傑、秦 煌                                                                       | 網頁 （页面存档备份，存于） | 張華標 蔡婷婷                 | 楊錦泉 |                                                                  |
| 9月13日  | 20   | 香港 | 人龍傳說       | 陳浩民、錢嘉樂、謝天華、袁潔瑩、張燊悅、劉玉翠、劉家輝                                                                                     | 網頁 （页面存档备份，存于） | 朱鏡祺                        | 羅永賢 |                                                                  |
| 9月29日  | 8    | 香港 | 西鐵情緣       | 呂頌賢、馬浚偉、陳松伶、許志安、王 喜、陳曉東、袁潔瑩、張柏芝、郭羨妮、何嘉莉                                                              | 網頁 （页面存档备份，存于） | 梁劍豪 鍾淑儀                 |        | 單元劇                                                           |
| 10月5日  | 20   | 香港 | 命轉情真       | 張達明、陳妙瑛、梅小惠、謝天華、蘇玉華 | 網頁 （页面存档备份，存于） | 鮑偉聰                        | 梅小青 | 主題曲：「是這刻」張達明；編劇：彭蔚、黃曉莊                     |
| 10月11日 | 51   | 香港 | 創世紀         | 羅嘉良、陳錦鴻、郭晉安、古天樂、陳慧珊、郭可盈、蔡少芬、汪明荃、秦 沛、馬德鐘、吳奇隆、邵美琪、郭 峰、周 聰、雪 妮、劉愷威、葉佩雯、王敏德 | 網頁 （页面存档备份，存于） | 周旭明 司徒錦源 歐冠英 梁敏華 | 戚其義 | 共106集跨年長劇，編導文偉鴻、蘇萬聰、陳維冠，助理編導葉鎮輝      |
| 11月1日  | 32   | 香港 | 茶是故鄉濃     | 林家棟、張可頤、元 華、蘇玉華、陳彥行、李家聲、康 華、程可為、麥長青                                                                       | 網頁 （页面存档备份，存于） | 吳肇銅                        | 劉仕裕 | 主題曲：接近， 主唱張學友、陳慧嫻， 編導方駿釗、助理編導陳耀全   |
| 11月22日 | 35   | 中台 | 表妹吉祥       | 趙 薇、蘇有朋 |                             |                               |        | 外購劇，大陸原名為《老房有喜》                                   |
| 12月13日 | 15   | 香港 | 衝上人間       | 張可頤、郭晉安、張家輝、陳法蓉、袁彩雲、馬德鐘                                                                                             | 網頁 （页面存档备份，存于） | 林少枝 梁劍豪                 | 周華宇 |                                                                  |
| 12月20日 | 22   | 香港 | 洗冤錄         | 歐陽震華、陳妙瑛、宣 萱、林文龍、姚瑩瑩、鄺文珣                                                                                            | 網頁 （页面存档备份，存于） | 陳靜儀 趙靜蓉 吳肇銅          | 蕭顯輝 |                                                                  |

## 相關
- 無綫電視電影列表